# Stefan Czarniecki

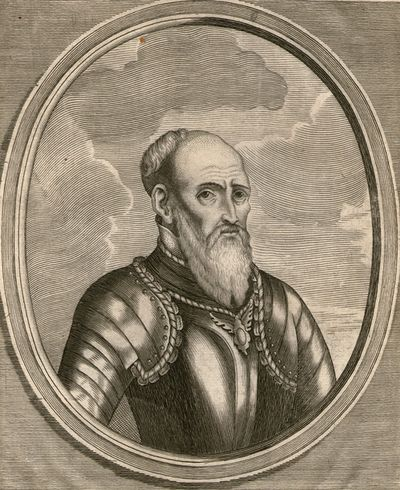
Stefan Czarniecki na miedziorycie Cornelisa Meyssensa z 1670 roku

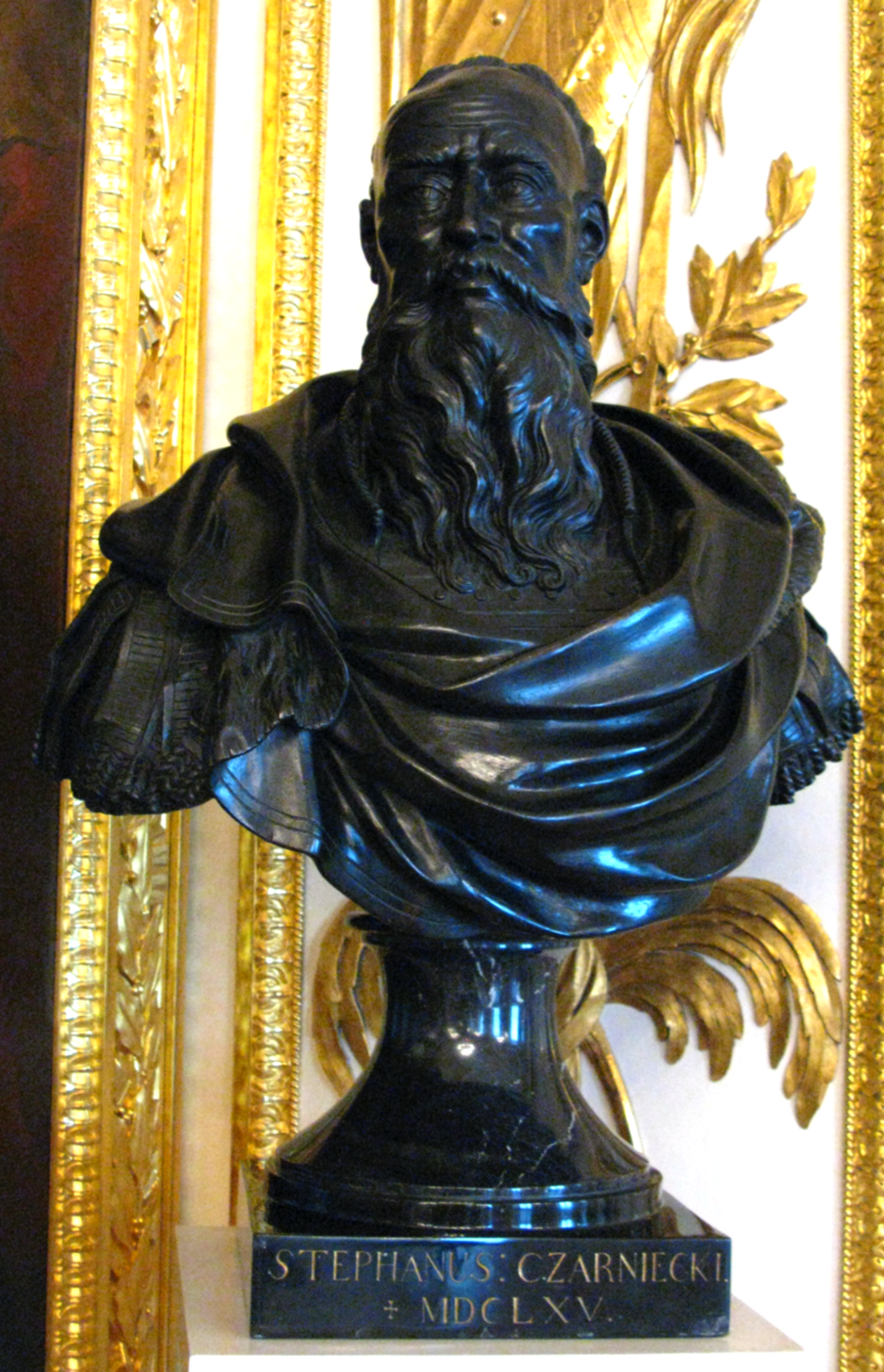
Popiersie Stefana Czarnieckiego dłuta Andrzeja Le Bruna

Stefan Czarniecki herbu Łodzia (ur. ok. 1599 w Czarncy, zm. 16 lutego 1665 w Sokołówce) – polski dowódca wojskowy, oboźny koronny (dworski), kasztelan kijowski od 1652, starosta niegrodowy kowelski od 1655, regimentarz od 1656, wojewoda ruski od 1657, starosta tykociński od 1659, wojewoda kijowski od 1664, hetman polny koronny w 1665, starosta ratneński w 1657 roku, starosta niegrodowy kaniowski w 1659 roku, starosta chęciński od 1664 roku.
Uczestnik wojny partyzanckiej przeciw wojskom Karola X Gustawa w czasie potopu szwedzkiego, uczestnik walk przeciw powstańcom Chmielnickiego,  w trakcie wojny polsko-rosyjskiej (1654–1667). Jest jedną z postaci wymienionych w tekście Hymnu Polski.

## Życiorys

### Pochodzenie
Niewiele wiadomo o dzieciństwie i młodości Stefana Czarnieckiego. Nawet data roczna jego urodzenia nie jest pewna, ponieważ nie zachowały się żadne dokumenty ją poświadczające. Najczęściej przyjmuje się rok 1599. Możliwe, ale mniej prawdopodobne, są lata późniejsze, aż do roku 1604. 
Był synem Krzysztofa Czarnieckiego i jego pierwszej żony Krystyny z Rzeszowskich. Rodziny jego ojca i matki należały do kalwińskich rodzin szlacheckich i uczęszczały do zboru w Oksie, gdzie zachował się nagrobek jego dziadka Jana (zm. ok. 1600 r.). Urodził się w Czarncy koło Włoszczowy. Pochodził ze średniozamożnej rodziny szlacheckiej, która miała stosunkowo niewiele dóbr dziedzicznych. Większość dzierżawionych przez nią ziem stanowiły królewszczyzny. Prawdopodobnie podczas nauki w kolegium jezuickim (których był potem wielkim dobrodziejem), podobnie jak bracia przeszedł na katolicyzm. Później w życiu przejawiał wyraźną niechęć do innowierców.
Ponieważ jego ojciec starosta chęciński i żywiecki Krzysztof Czarniecki herbu Łodzia miał z Krystyną Rzeszowską dziesięciu synów, nie był w stanie wszystkim zapewnić majątku i kariery. Dlatego czterech jego synów, m.in. Stefan, trafiło do zawodowej służby wojskowej (do lisowczyków).
Hieronim Czarniecki żonaty z Dorotą Przyłęcką herbu Szreniawa

|

Feliks Czarniecki żonaty z Elżbietą Tyniecką herbu Poraj

|

Jan Czarniecki żonaty z Katarzyną Moskorzewską herbu Pilawa 3

|

Krzysztof Czarniecki żonaty z Krystyną Rzeszowską herbu Wąż z jabłkiem

|

Stefan Czarniecki herbu Łodzia

### Wykształcenie i początki kariery wojskowej
Czarniecki nie dysponował najprawdopodobniej poważniejszym wykształceniem. Ukończył zapewne tylko kolegium jezuitów w Krakowie. Przez pierwszych kilkanaście lat służby wojskowej nie sprawował też żadnych funkcji, stąd wszelkie ustalenia dokonywane przez historyków, odnoszące się do tego okresu jego życia, mają charakter przypuszczeń.
W wojsku polskim Czarniecki służył najprawdopodobniej od 1621, gdy jego bracia wrócili ze służby cesarskiej. Zapewne brał udział w wojnie z Turcją w tymże roku, prawdopodobnie brał udział w bitwie pod Chocimiem, potem w odpieraniu najazdów tatarskich w kolejnych latach. Później walczył pod komendą Stanisława Koniecpolskiego w czasie kampanii pruskiej 1626–1629 w wojnie polsko-szwedzkiej (1626–1629). Był wówczas towarzyszem (być może chorążym, jak twierdzi Jan Chryzostom Pasek) w chorągwi kozackiej dowodzonej przez swego brata, Pawła. Paweł Czarniecki był doświadczonym, utalentowanym oficerem, któremu Koniecpolski często powierzał samodzielne zadania. Właśnie pod okiem brata Stefan Czarniecki zdobył znaczącą część swych wojskowych kwalifikacji, m.in. brał udział w 1624 roku w bitwie pod Martynowem. Lata 1630–1632 spędził prawdopodobnie w służbie cesarskiej (możliwe, że w szeregach chorągwi lisowskiej). Następnie uczestniczył w kampanii smoleńskiej w czasie wojny polsko-rosyjskiej (1632–1634), w której po raz pierwszy wystąpił w stopniu oficerskim, jako porucznik (od 1633) chorągwi kozackiej hetmana polnego koronnego Marcina Kazanowskiego. De facto Czarniecki stał się dowódcą tej chorągwi. W trakcie kampanii brał udział w wyprawie dywersyjnej w głąb Rosji (Kaługa, Kozielsk). Po pokoju w Polanowie otrzymał od króla w nagrodę 200 włók ziemi w Popowej Górze na Smoleńszczyźnie, ale zamienił je ze swoim bratem Stanisławem na dobra rodzinne i spłacił resztę rodzeństwa.
W 1635 w czasie koncentracji wojsk króla Władysława IV przeciw Szwedom wymieniony został jako porucznik chorągwi husarskiej Władysława Myszkowskiego. W 1637 wziął ślub z Zofią Kobierzycką, która w sposób istotny wspomagała męża w powiększaniu majątku, często w sposób bezwzględny.
W 1637 brał udział w walkach z Kozakami i Tatarami głównie pod komendą hetmana Mikołaja Potockiego, tłumiąc powstanie Pawluka. Po bitwie pod Kumejkami, w której dowodził jako porucznik hetmańskiej chorągwi husarskiej, krytykowany był za zbytnią brawurę i doprowadzenie do poważnych strat jednostki. Po stłumieniu tego powstania Czarniecki brał udział także w tłumieniu powstania Ostranicy i Huni. Około roku 1637 został porucznikiem chorągwi husarskiej Stanisława Lubomirskiego.
W 1644 odznaczył się w bitwie pod Ochmatowem z Tatarami, gdzie szarża jego husarskiej chorągwi znacznie przyczyniła się do polskiego zwycięstwa. Po bitwie tej dostał pierwszy własny list przypowiedni i został rotmistrzem chorągwi kozackiej, porucznikując jednocześnie w dawnej chorągwi husarskiej Stanisława Lubomirskiego, której rotmistrzem w tym samym roku został jego późniejszy rywal do hetmańskiej buławy – Jerzy Lubomirski. W tym samym roku otrzymał od króla 3 wsie i wziął w zastaw miasteczko z folwarkiem (dobra Karyczyńce).

### Kariera

#### Powstanie Chmielnickiego

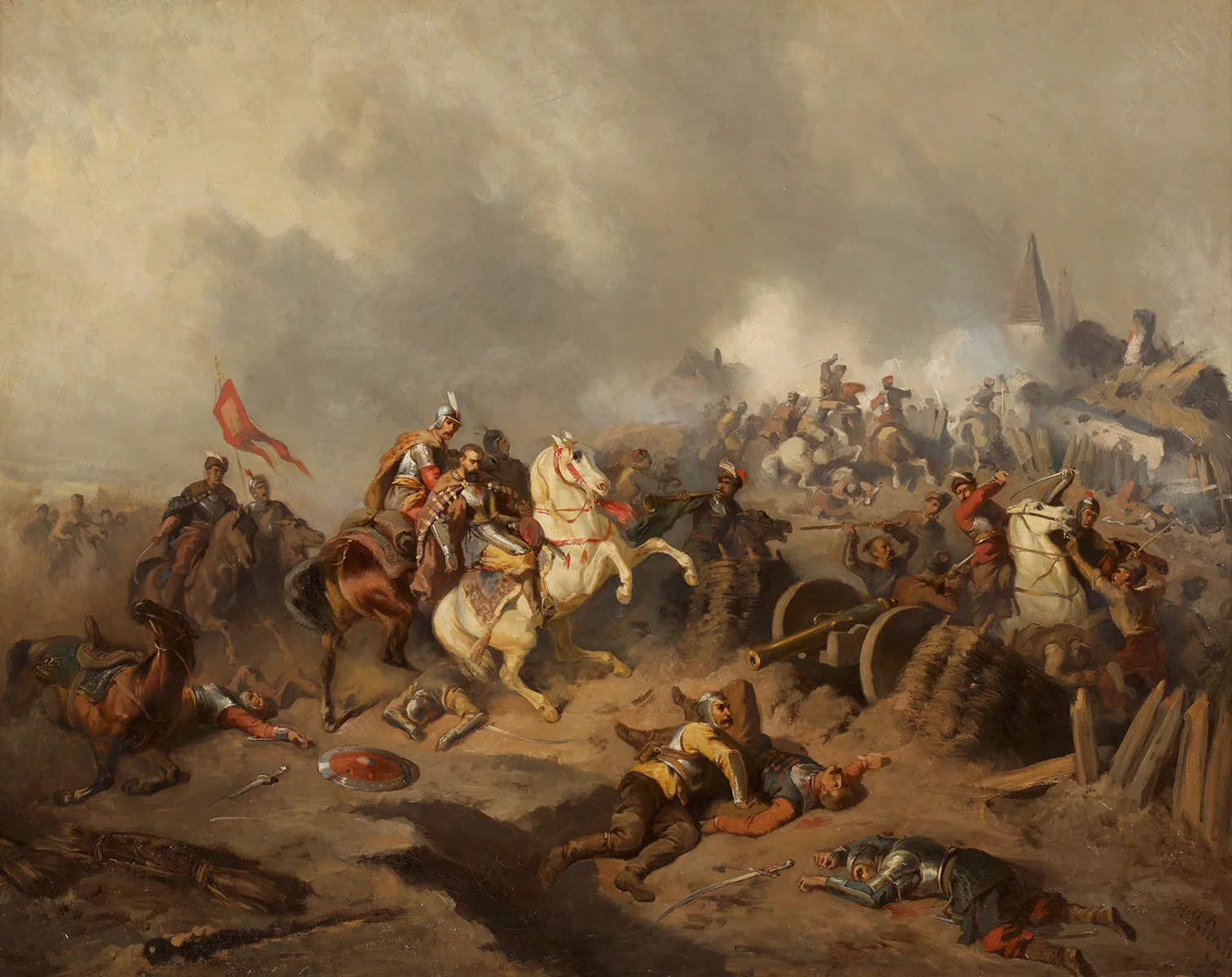
Stefan Czarniecki pod Monasterzyskami, obraz Henryka Pillatiego z 1857 roku

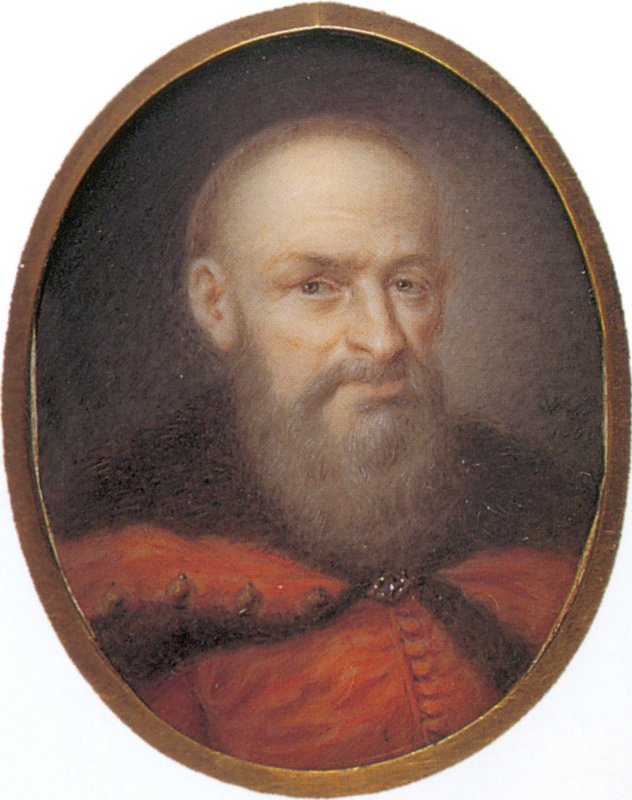
Wincenty de Lesseur, Stefan Czarniecki, 1798

Popularność zapewnił mu udział w walkach z Bohdanem Chmielnickim (1648–1655). Podczas bitwy nad Żółtymi Wodami w 1648 dostał się do niewoli tatarskiej (w czasie rozstrzygającego starcia występował jako poseł strony polskiej i przebywał w obozie kozacko-tatarskim, gdzie go zatrzymano). Według niektórych informacji został wywieziony na Krym. Według innych danych niedługo po bitwie zbiegł z niewoli tatarskiej do twierdzy Kudak, po kapitulacji której stał się jeńcem kozackim. Uciekł z niewoli, jednak został powtórnie ujęty.
W 1649, po zawarciu ugody zborowskiej został wykupiony z niewoli. Rok ten był początkiem jego szybkiej kariery wojskowej, którą w pewnej mierze zawdzięczał poparciu hetmana wielkiego koronnego Mikołaja Potockiego (Czarniecki był najprawdopodobniej świadkiem ostatnich chwil syna hetmana – Stefana po bitwie). Jako pułkownik i porucznik chorągwi hetmańskiej był cenionym doradcą króla Jana II Kazimierza, którego przekonał na naradzie wojennej w Sokalu w 1651 do przerzucenia sił polskich pod Beresteczko. Na postawę Czarnieckiego – chęć zerwania ugody i ukarania kozactwa – wpływ mogło mieć pragnienie zemsty za rok niewoli oraz fakt posiadania majątku na Ukrainie. Niektórzy uważają, że decydująca była jednak ocena sytuacji, jako wymagającej działania ofensywnego.
Pod Sokal przybył na czele własnej chorągwi kozackiej, regimentu dragonów i skwadronu piechoty cudzoziemskiego autoramentu, a w marszu na Beresteczko dowodził pułkiem hetmańskim składającym się z 3 chorągwi husarskich, kilkunastu kozackich i regimentu arkebuzerów.
Jakkolwiek udział Czarnieckiego w bitwie pod Beresteczkiem nie był decydujący dla jej wyniku, to jednak wykazał on tam dowody odwagi, walcząc na prawym skrzydle polskim. Jednakże podobnie jak Lubomirski, zbyt głęboko wszedł w szyk tatarski, powodując przejściowy kryzys na skrzydle, zażegnany przez Jana Kazimierza.
W 1652 na czele chorągwi kozackiej i husarskiej brał udział pod dowództwem hetmana Kalinowskiego w bitwie pod Batohem, zakończonej rzezią 5 tys. doborowych polskich żołnierzy wziętych do niewoli, a następnie na rozkaz Bohdana Chmielnickiego wymordowanych przez Kozaków i ordę nohajską. Czarniecki przeżył ukryty w słomie, ale wydarzenie to napełniło go chęcią zemsty.
W październiku 1652 został mianowany oboźnym koronnym w miejsce poległego w bitwie pod Batohem Samuela Jerzego Kalinowskiego oraz został kasztelanem kijowskim, co dawało mu rangę senatora. Wiosną 1653 na czele dywizji 8 tys. jazdy i dragonów wysłany na Bracławszczyznę w celu oczyszczenia osad i fortec z załóg kozackich. Zdobył Borszczagówkę, Pohrebyszcze, Żywotów, Jakubowkę, Lipowiec, Niemirów, Kalnik, Ilińce i Bałabanówkę. W czasie oblężenia Monasterzysk otrzymał ranę postrzałową w podniebienie. Dowodzenie Czarnieckiego w tej wyprawie spotkało się z krytyczną oceną współczesnych.
W 1654 roku dowodził częścią armii koronnej. Nie potrafił zniszczyć zgrupowania Iwana Bohuna w Winnicy, w wyniku czego zdołało ono udzielić pomocy armii rosyjsko-kozackiej osaczonej pod Ochmatowem. Niepowodzenie to w pewnej mierze wynikało z charakteryzującej Czarnieckiego jako dowódcę skłonności do ryzykanctwa, a także z faktu, że w trakcie walki odniósł poważną ranę uniemożliwiającą dowodzenie.

#### Potop szwedzki
W czasie potopu szwedzkiego (1655–1660) początkowo dowodził obroną Krakowa. W czasie oblężenia został ranny w policzek. Obronę prowadził aktywnie, nękając Szwedów wycieczkami. Nakładał kontrybucje na mieszczan krakowskich. Wobec braku posiłków skapitulował. Rozważał przejście na stronę Karola Gustawa, ale za namową królowej Ludwiki Marii Gonzagi, pozostał wierny Janowi Kazimierzowi. Z Krakowa wyszedł z wojskiem na warunkach honorowych.

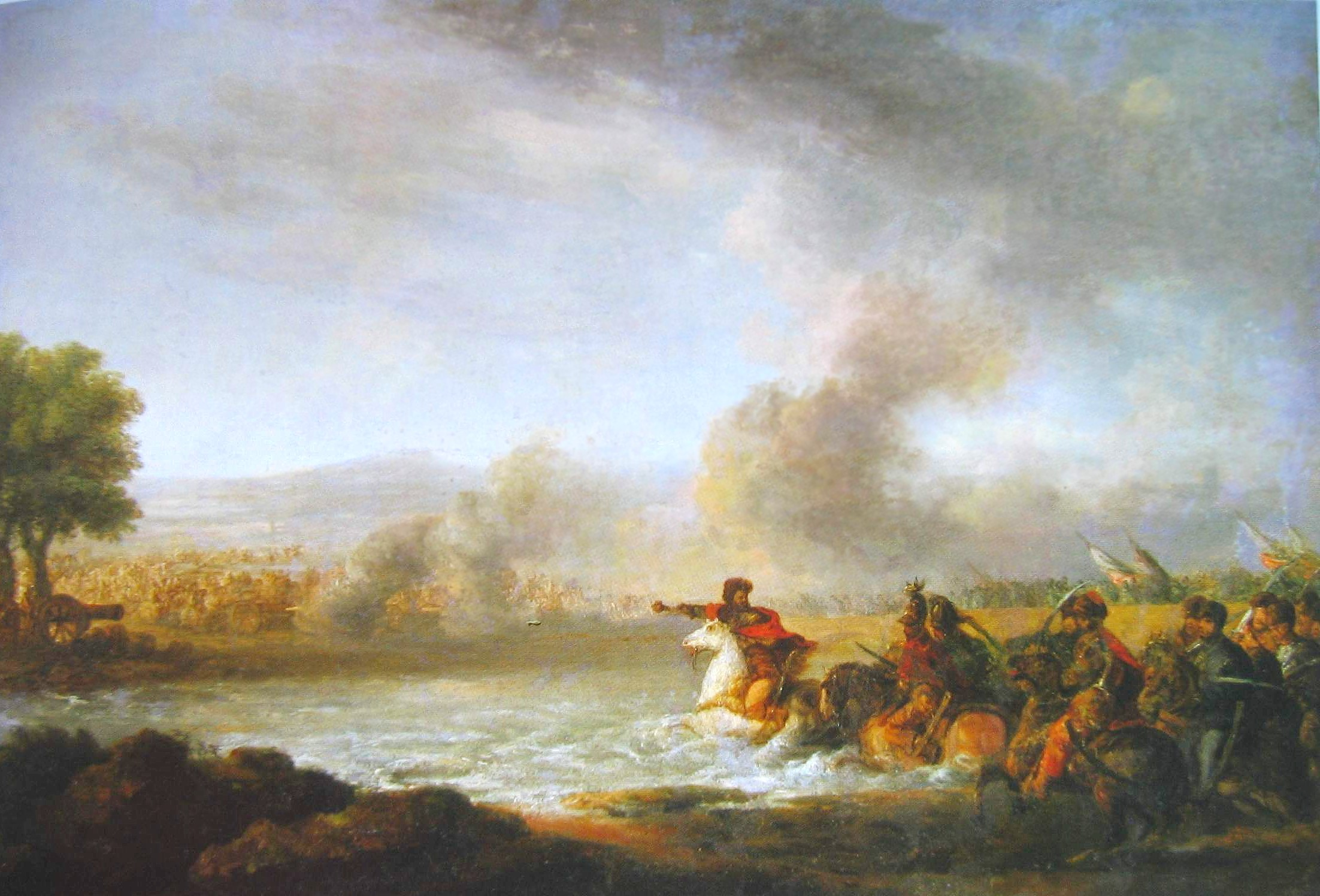
Franciszek Smuglewicz, Stefan Czarniecki w Bitwie pod Warką

Czarniecki przybył do Głogówka, gdzie schronił się król, i doradzał mu ogłoszenie wojny wszystkich stanów, mając wiadomości o atakach na małe oddziały szwedzkie wywołanych przez grabieże i kontrybucje. Po powrocie króla ze Śląska objął dowództwo niezależnej dywizji i mianowany został regimentarzem. Podpis Stefana Czarnieckiego widnieje na akcie generalnej konfederacji zawiązanej w styczniu 1656 roku w Łańcucie.
Wraz ze starostą spiskim Jerzym Lubomirskim dowodził w kampanii 1656. 1 lutego dywizja Czarnieckiego przekroczyła skutą lodem Wisłę, z marszu zajęła Sandomierz i ruszyła dalej na Puławy. 18 lutego Czarniecki poniósł porażkę pod Gołębiem. Bitwa spowodowała zmianę taktyki Czarnieckiego, który powrócił do prowadzenia wojny partyzanckiej (tzw. wojna szarpana), dzięki czemu nie przyjmując otwartej bitwy – stale nękał siły wroga. Do walki włączył też oddziały chłopskie, wydając uniwersały i grożąc szlachcie, która by się temu sprzeciwiała.

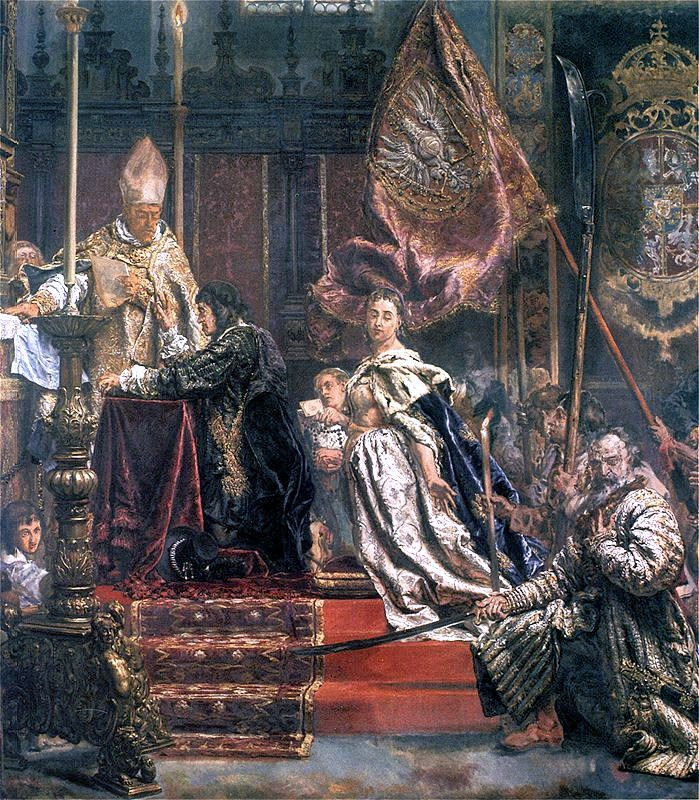
Śluby lwowskie Jana Kazimierza, fragment obrazu Jana Matejki (po prawej stronie Czarniecki)

Wojska szwedzkie idące przeciwko gromadzącemu się pod Lwowem wojsku Jana Kazimierza ostatecznie zatrzymały się w Jarosławiu, skąd wysłany przez Karola Gustawa podjazd na Przemyśl został wycięty przez Czarnieckiego. Wygłodniałe szwedzkie wojsko plądrujące okolice Jarosławia było ścigane nie tylko przez zbrojne kupy szlacheckie i chłopskie, ale głównie przez Czarnieckiego. Szwedzi postanowili się wycofać w głąb kraju i założyli warowny obóz pod Sandomierzem, w widłach Wisły i Sanu. Czarniecki rozłożył się obozem po drugiej stronie rzeki i postanowił odciąć Szwedów od dostaw i posiłków. Dodatkowo oblegały Szwedów wojska koronne Jerzego Lubomirskiego i litewskie nowo mianowanego wojewody wileńskiego, Pawła Sapiehy. Sandomierz ponownie został zajęty przez Polaków, lecz nie obeszło się bez ofiar – Szwedzi wysadzili skrzydło zamku wraz z niesłuchającymi rad Czarnieckiego zwycięzcami. Na wieść o brandenburskiej odsieczy idącej od strony Warszawy Czarniecki przeforsował marsz przeciw posiłkom zamiast dalszego oblegania Szwedów i na czele dywizji swojej i Lubomirskiego ruszył na północ, zostawiając pod Sandomierzem pospolite ruszenie, piechotę kwarcianą i 6 tys. wojska Sapiehy. O ile oddział Czarnieckiego odniósł zwycięstwa pod Kozienicami i Warką, to w tym czasie wojska Karola Gustawa wymknęły się z obozu pod Sandomierzem. Za ten fakt regimentarz był mocno krytykowany, jednak decyzja o dalszym oblężeniu skutkować mogła jedynie koniecznością zwinięcia blokady albo stoczenia walnej bitwy z połączonymi oddziałami nieprzyjaciela.
Po ucieczce Karola Gustawa spod Sandomierza Czarniecki wraz z Lubomirskim prowadził kampanię w Wielkopolsce i w Prusach, zakończoną 7 maja bolesną porażką pod Kłeckiem, gdzie o wyniku bitwy przesądziła m.in. niechęć magnatów do regimentarza. W trakcie tej kampanii wygłodniałe wojsko niejednokrotnie rabowało współobywateli, choć sam Czarniecki kazał surowo karać za rozboje. W czasie kolejnej bitwy pod Kcynią 1 czerwca Czarniecki znów poniósł porażkę i o mało nie dostał się do niewoli Karola Gustawa. W tym samym miesiącu wraz z dywizją przemieścił się pod Warszawę, gdzie jego wojsko brało udział w zdobywaniu stolicy zakończonym sukcesem 30 czerwca.

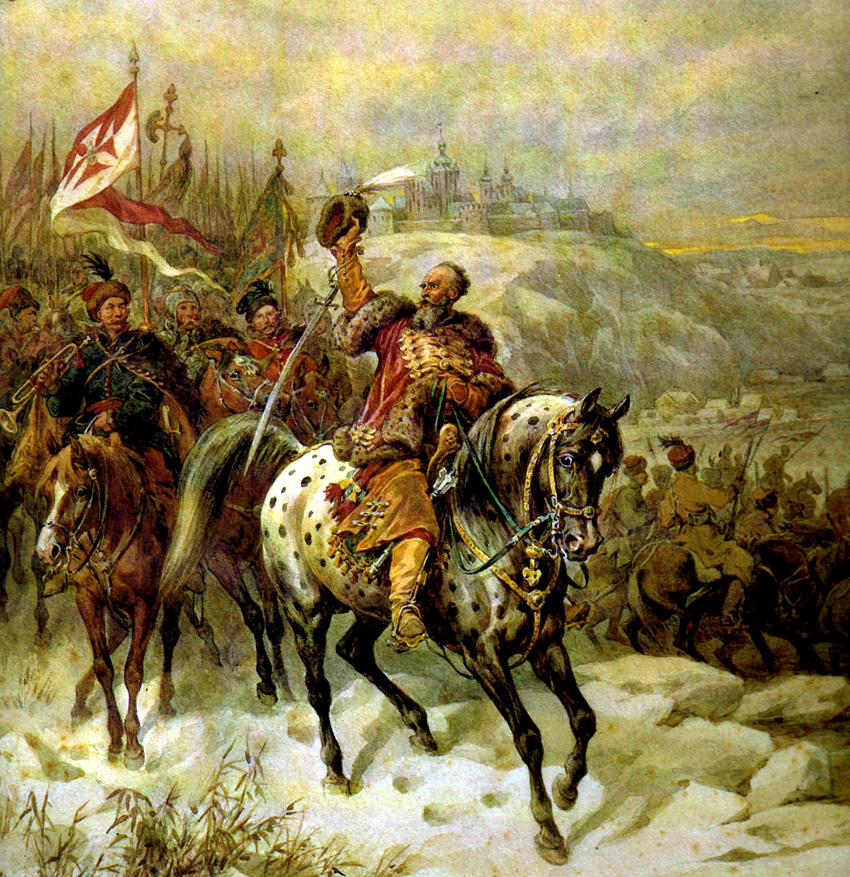
Juliusz Kossak Czarniecki pod Płockiem, XIX w.

Po odzyskaniu stolicy król Jan Kazimierz, wbrew radom regimentarza, postanowił przyjąć otwartą bitwę z siłami szwedzko-brandenburskimi. 36 tysięcy wojsk polsko-litewsko-tatarskich nie było jednak w stanie oprzeć się 19 tysiącom sił wroga i po trzydniowej bitwie pod Warszawą (28–30 lipca) znów stracono stolicę, a rozproszone wojska polskie wycofały się na południe. W trakcie opuszczania pola bitwy udało się jeszcze Czarnieckiemu zniszczyć na Grochowie wysłany przeciw niemu 2-tysięczny oddział szwedzki. Po bitwie tej ponownie pozwolono regimentarzowi na prowadzenie wojny szarpanej. W nocy z 24 na 25 sierpnia koło Radomia jego oddział rozbił straż tylną wojska Karola Gustawa, a już 28 sierpnia zniszczył 3 tys. wojska szwedzkiego z dużym taborem pod Strzemesznem koło Rawy Mazowieckiej. Czarniecki otrzymał tam kolejną ranę, przez co nie mógł przez kolejne 3 miesiące wsiąść na konia. Wieść o nadchodzącej śmierci regimentarza rozeszła się wśród Szwedów, on jednak już w grudniu tego roku podjął działania wojenne. Mimo porażki w bitwie pod Chojnicami zdołał za 120 tysięcy talarów, obiecanych przez królową Ludwikę Marię na nowy zaciąg, przeprowadzić rajd do Gdańska po króla Jana Kazimierza, czyniąc przy tym spore zamieszanie wśród Szwedów, a 26 lutego 1657 wraz z królem znalazł się już w Kaliszu. Tam dowiedział się o śmierci hetmana polnego koronnego Stanisława Lanckorońskiego i o wolnym po nim stanowisku. Jednak buławę otrzymał Lubomirski. W trakcie posiedzenia senatu regimentarz miał skomentować ten fakt słowami: Jam nie urósł ani z żup solnych, ani z szerokiej roli.
Podczas wspólnej ofensywy Szwedów i Siedmiogrodzian Jerzego Rakoczego w 1657 roku Czarniecki kontynuował wojnę podjazdową. Unikał walnej bitwy, początkowo nękając idącego z północy Karola Gustawa (w marcu wyciął mu straż przednią), a potem idącego z południa Rakoczego, co nie zapobiegło spotkaniu wrogich wojsk w kwietniu w Ćmielowie. W czerwcu po 3-dniowym oblężeniu Warszawy Szwedzi wraz ze swoimi siedmiogrodzko-kozackimi sojusznikami znów zajęli stolicę. Po rozdzieleniu się armii sojuszniczej Czarniecki wraz z Lubomirskim doprowadził do osaczenia i kapitulacji pod Czarnym Ostrowem armii Rakoczego, wycinając wcześniej pod Magierowem straż tylną Rakoczego liczącą 1000 ludzi. Ostatecznie wojska siedmiogrodzkie skapitulowały 22 lipca 1657 roku w Międzybożu.

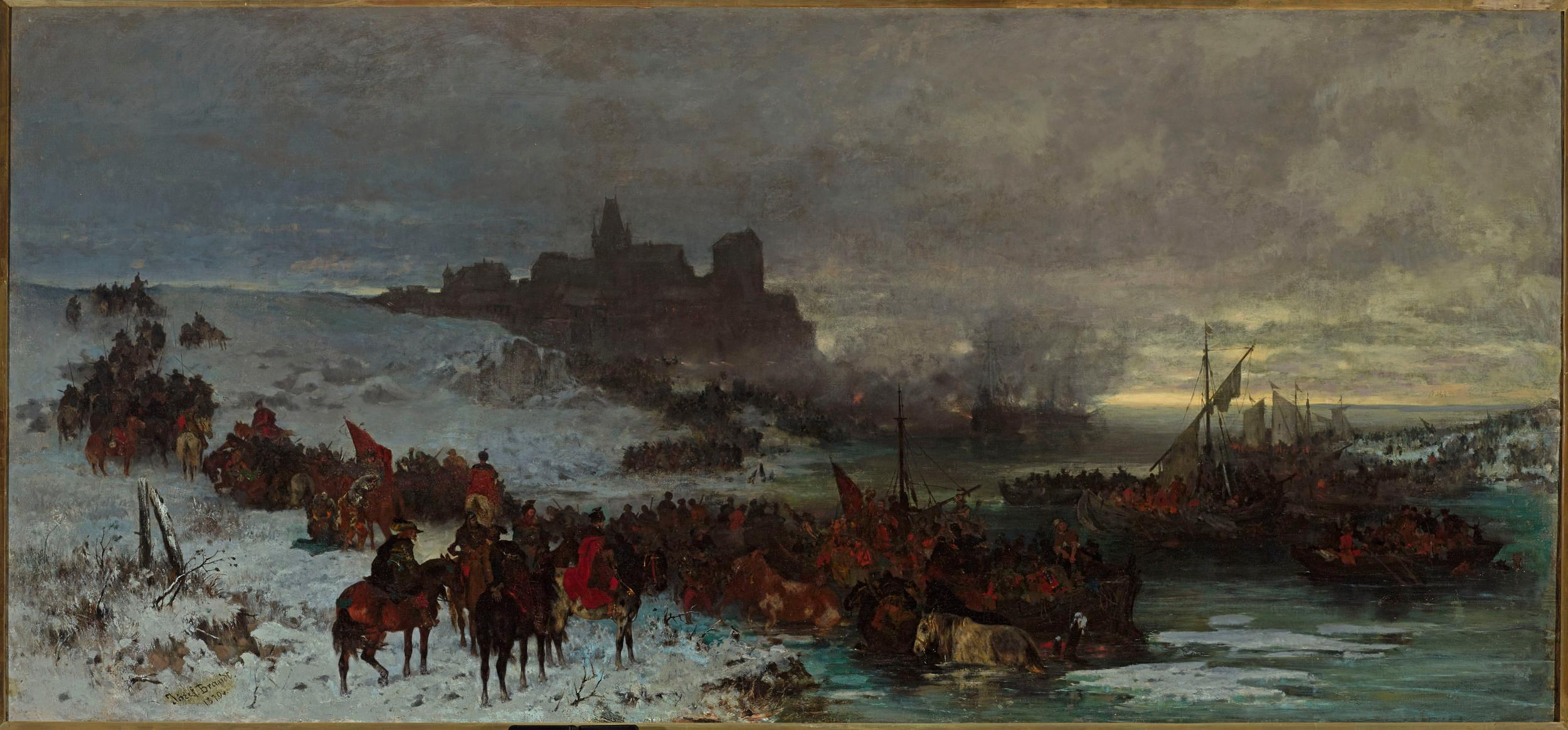
Józef Brandt, Czarniecki pod Koldyngą, 1870

Na wieść o wojnie w Danii wojska Karola Gustawa opuściły Polskę i Prusy Królewskie, pozostawiając jedynie załogi w większych miastach. Pomimo zawarcia we wrześniu i listopadzie traktatów welawsko-bydgoskich Czarniecki udawał, że nic o nich nie wie i łupił nadal Nową Marchię. W latach 1658–1659 dowodził oddziałami polskimi w wyprawie armii sojuszniczej (brandenbursko-polsko-habsburskiej) do Danii przeciw wojskom szwedzkim Karola X Gustawa. Jego największymi osiągnięciami było zdobycie szturmem twierdzy Koldyngi i przeprawa jazdy na wyspę Als.
23 lutego 1660 roku umarł król Karol X Gustaw, a 3 maja zawarto pokój w Oliwie kończący wojnę ze Szwecją.

#### Wojna polsko-rosyjska (1654–1667)
Pomimo zawarcia unii w Hadziaczu w 1658 z hetmanem kozackim Iwanem Wyhowskim nie powiodła się próba stworzenia Rzeczypospolitej Trojga Narodów z Księstwem Ruskim, gdyż unia nie była respektowana przez żadną ze stron. Kozacy obalili Wyhowskiego i buławę hetmańską otrzymał Jerzy Chmielnicki. Na Ukrainę wkroczyła armia rosyjska Wasyla Szeremietiewa, a na Litwę armia Iwana Chowańskiego, którego powstrzymywał chorąży orszański Samuel Kmicic. Nieopłacone wojsko polskie zaczęło się w tym czasie burzyć, wkrótce podejmując bunt, który w czerwcu 1661 miał przerodzić się w Związek Święcony. Wojna polsko-rosyjska wybuchła z nową siłą.

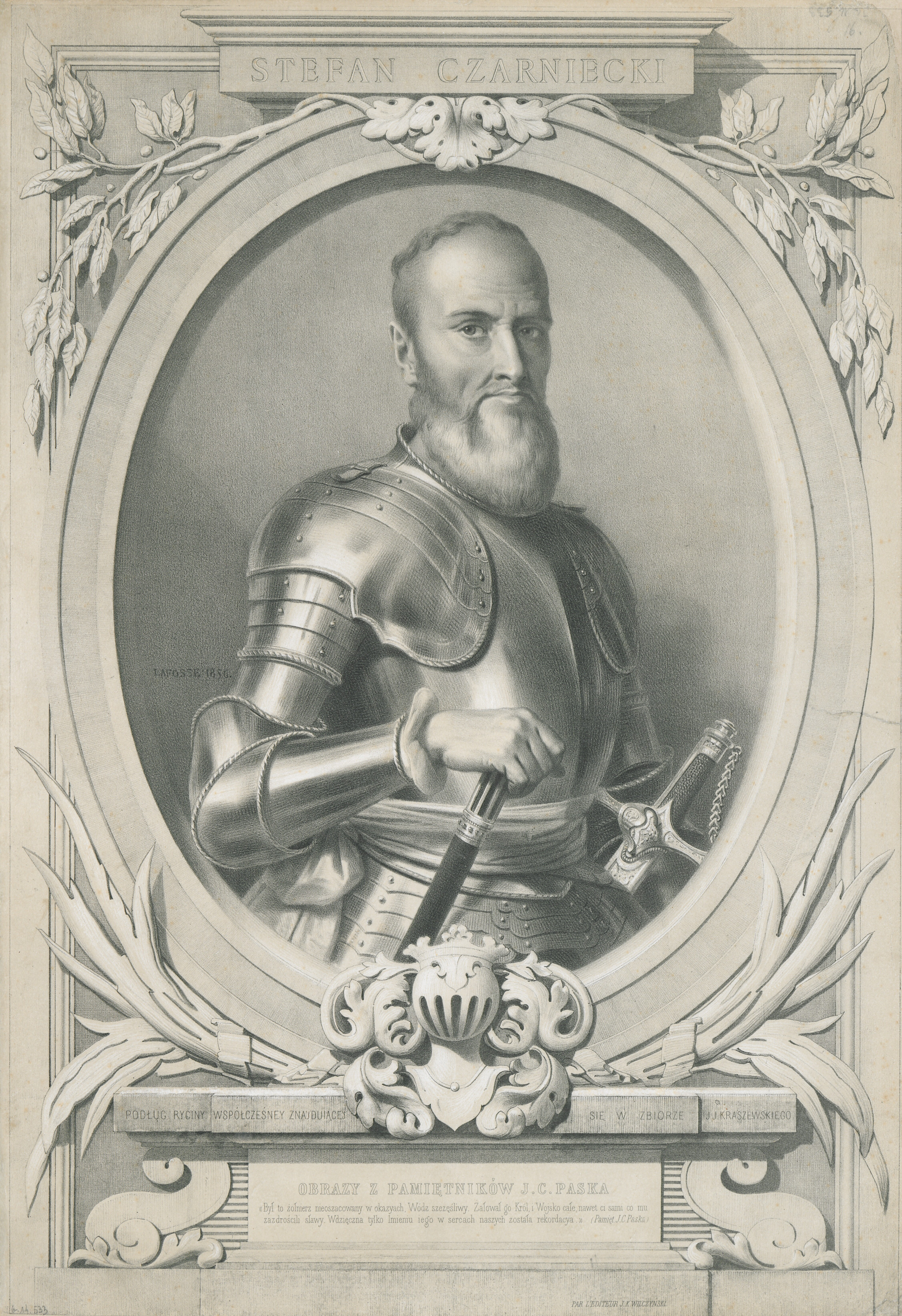

##### Kampania litewska przeciw Rosji
Król wysłał nowo mianowanego wojewodę ruskiego Stefana Czarnieckiego na pomoc wojskom Pawła Sapiehy przeciw oddziałom Chowańskiego na Litwie i Podlasiu. Strona polska miała do dyspozycji 11 tys. wojska i 7 dział, Rosjanie zaś: 22 tys. wojska i kilkakrotnie więcej artylerii. Do rozstrzygającej bitwy doszło pod Połonką, kilka dni po połączeniu się wojsk Rzeczypospolitej koło Słonima. Czarniecki zniósł straż przednią Chowańskiego, a potem pod osłoną dymu z podpalonych zabudowań Połonki rozwinął wojsko do walki na błotnistych przeprawach na rzece Połonce. W centrum stanęła piechota mająca wiązać główne siły wroga, na lewym skrzydle – Sapieha, na prawym zaś – jazda Czarnieckiego z dwiema chorągwiami husarii pod dowództwem Gabriela Wojniłłowicza, zatrzymując w odwodzie jedną chorągiew husarii litewskiej. Początkowo natarcie ze skrzydeł grzęzło w błocie, ale po przejściu przez bagna jazda polska nabrała impetu rozbijając jazdę odwodową Trubeckiego, a Chowański, bojąc się oskrzydlenia, przerzucił oddziały na lewe skrzydło przeciw Wojniłłowiczowi. Widząc to, Czarniecki wysłał do Sapiehy gońca z prośbą o wysłanie odwodowej husarii litewskiej. Sapieha początkowo potraktował to ambicjonalnie, lecz w porę posłuchał wojewody – husaria rozbiła całe prawe skrzydło Rosjan i Chowański rozpoczął odwrót aż do Połocka, tracąc 13 tys. wojska. Czarniecki chciał utrwalić ten sukces i ruszył za Rosjanami za Berezynę, lecz powstrzymała go kolejna armia rosyjska licząca 30 tys. wojska pod wodzą Jurija Dołgorukiego. Wojewoda parł do bitwy, której przeciwni byli hetmani litewscy Michał Kazimierz Pac i Paweł Sapieha. Ostatecznie doszło do bitwy nad rzeką Basią, gdzie Rosjanie mieli czas, aby się okopać. Nadchodziła nowa armia Chowańskiego, a próba powstrzymania jej pod Druckiem przez Kmicica skończyłaby się klęską, gdyby nie odsiecz Czarnieckiego, którego wojska odrzuciły Chowańskiego do Połocka.

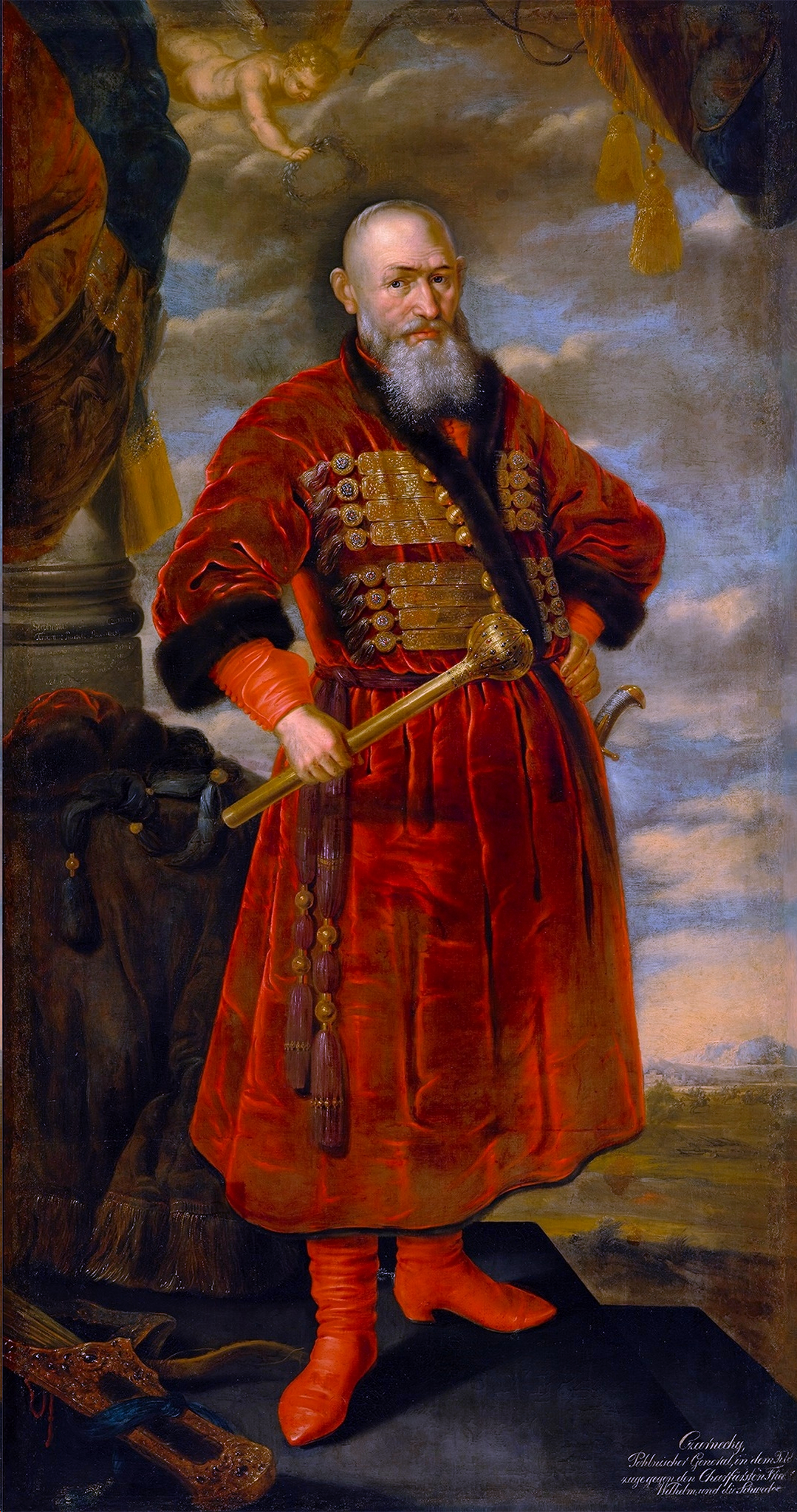
Brodero Matthisen, Stefan Czarniecki, 1659

##### Kampania ukraińska
Kampanię przeciw Rosjanom prowadził także Lubomirski na Ukrainie – we wrześniu i październiku 1660 odniósł zwycięstwa pod Cudnowem i Słobodyszczem. Lubomirski był jednak coraz bardziej pochłonięty polityką wewnętrzną kraju i w styczniu 1661 król wysłał Czarnieckiego do tłumienia zamieszek kozackich. Wkrótce jednak wezwał go z powrotem na pomoc do Warszawy. Próby wzmocnienia władzy królewskiej przez wprowadzenie elekcji vivente rege i ukrócenie liberum veto zostały przez szlachtę zrozumiane jako zamach na złotą wolność i stronnictwo królewskie za pieniądze francuskie próbowało za wszelką cenę przeforsować swój postępowy program. Pieniądze od ambasadora króla Francji Ludwika XIV brał i Stefan Czarniecki, a sam fakt przybycia wojewody do Warszawy miał związek zapewne nie tylko z wiernością królowi, ale i z obietnicą zarobku. W 1662 pobierał z kasy ambasadora francuskiego w Rzeczypospolitej Antoine de Lumbres’a pensję w wysokości 12 tys. franków za poparcie planu elekcji vivente rege kandydata francuskiego Ludwiki Marii Gonzagi.

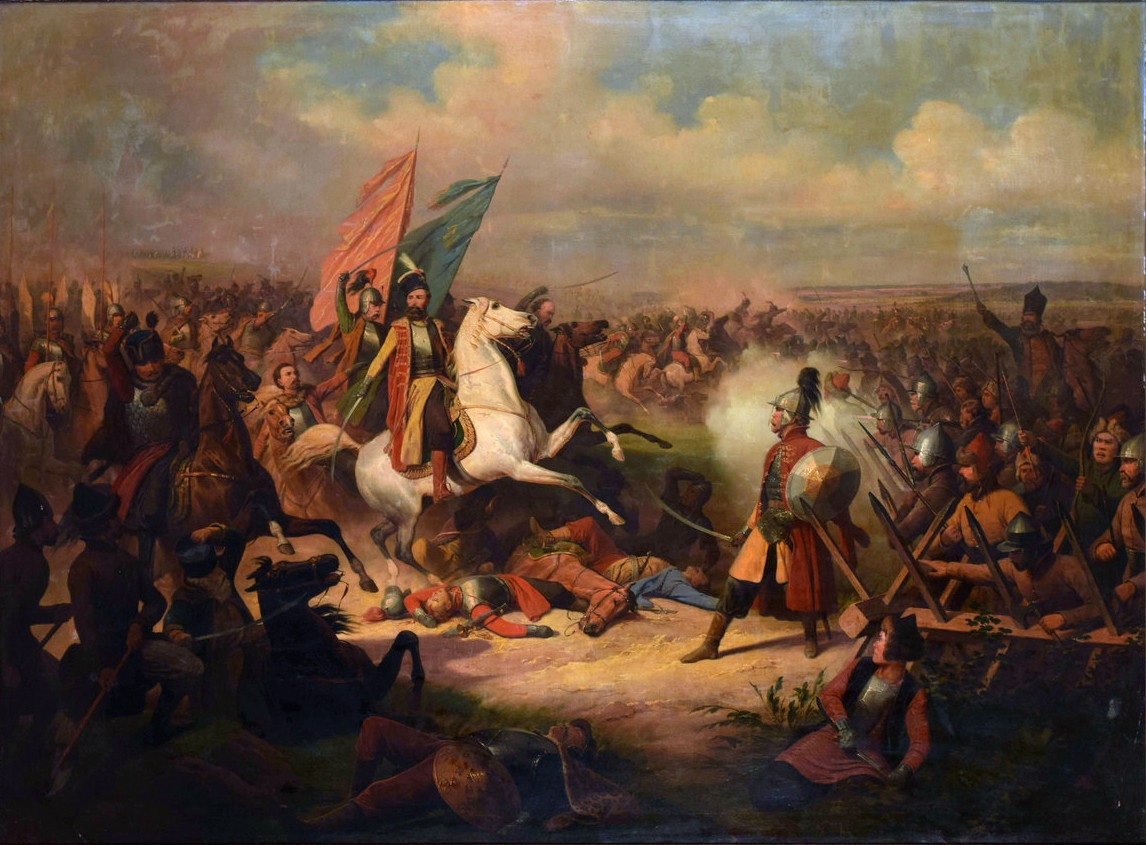
Stefan Czarniecki w czasie wojny polsko-rosyjskiej

W tym samym roku Czarniecki otrzymał dekret nominacyjny na urząd hetmana polnego koronnego, lecz bez daty i pieczęci, gdyż nadal żył Jerzy Sebastian Lubomirski. W ten sposób stał się on pionkiem królowej, mającym swoją popularnością zjednać dla sprawy wojsko i szlachtę. Jednakże Lubomirski, prowadzący podwójną grę, okazał się „magnesem lepiej przyciągającym” wojsko. Czarniecki poparł elekcję vivente rege francuskiego księcia Condé i jednocześnie wydał carowi jeńców spod Połonki za 1 mln złotych, co znacznie obniżyło jego popularność wśród szlachty i wojska. W tym czasie powstał żołnierski Związek Święcony, częściowo inspirowany przez niechętnych królowi magnatów. O Czarnieckim krążyły różne plotki i paszkwile – o zdradzie interesów szlachty, o poparciu dla królowej, która chce siłami Kozaków, Tatarów i Francuzów roznieść Związek Święcony, o chciwości, skąpstwie, okrucieństwie, ale i niezależności ugruntowanej tytułem generała wojsk Jego Królewskiej Mości. Pomimo pojednania króla z konfederatami i Lubomirskim, plan postępowych reform, wprowadzany złymi środkami, został w końcu pogrzebany. W październiku 1663 Czarniecki poprowadził ostatnią polską ofensywę na Ukrainę, mając na celu zrealizowanie królewskich planów: odzyskać Zadnieprze, przejść z Ukrainy Lewobrzeżnej na północ i po połączeniu się z wojskami litewskimi Sapiehy ruszyć na Moskwę. Kampania miała też odwrócić uwagę opinii publicznej od problemów wewnętrznych Rzeczypospolitej. Plany te okazały się jednak na wyrost, bowiem Czarniecki nie był w stanie zdobyć nawet Głuchowa, fortecy niezbyt znacznej, obleganej od 3 stycznia do 9 lutego 1664 roku. W trakcie tego oblężenia wojewoda ponownie został ranny, a Rosjan nie udało się zmusić do walnej bitwy, ponieważ przyjęli taktykę zmuszającą wroga do zdobywania zamków.
26 lutego na Prawobrzeżnej Ukrainie rozgorzały ponownie walki polsko-kozackie co zmusiło wojska polskie do przerwania kampanii, rezygnacji z marszu na Moskwę i do podjęcia walki z Kozakami. Całe Zadnieprze wróciło pod władzę Rosji. Latem 1664 roku na Ukrainę Prawobrzeżną wkroczył Czarniecki i przystąpił do walk. Po przybyciu do Subotowa kazał wyrzucić z grobu zwłoki Bohdana Chmielnickiego. Walki z Kozakami na prawobrzeżnej Ukrainie trwały przez cały rok 1664. W lipcu wojska Czarnieckiego walczyły pod Miedwinem i Lisianką, gdzie Czarniecki został ranny. Następnie wojska koronne dowodzone przez Czarnieckiego ruszyły przez Bojarkę na Białą Cerkiew. Gdy latem 1664 ponownie zbuntowało się Stawiszcze, dokonał oblężenia miasteczka. W październiku oblegane Stawiszcze skapitulowało, a wszyscy mieszkańcy zostali wymordowani. Pomimo pomocy tatarskiej i sukcesu w walce pod Stawiszczami wojska koronne nie potrafiły stłumić powstania kozackiego.

#### Okoliczności śmierci hetmana

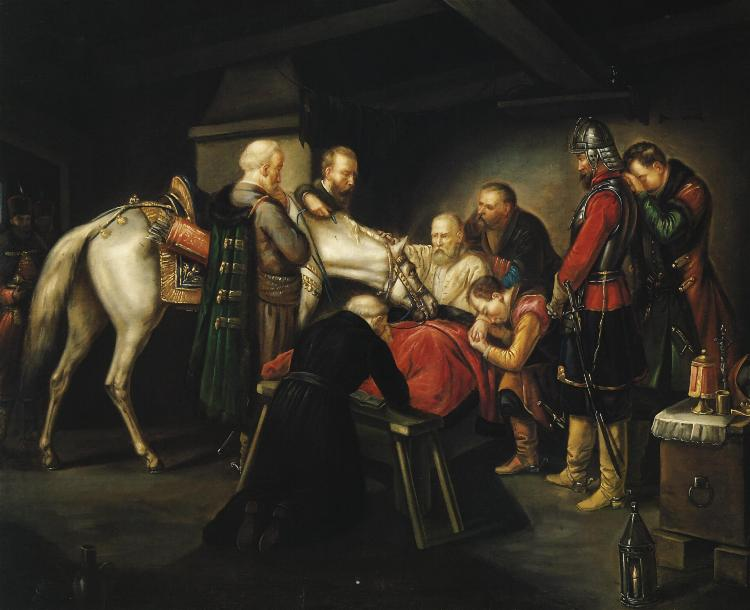
Leopold Löffler, Śmierć Stefana Czarnieckiego, 1860

Do wojewody dochodziły niepokojące wieści z Korony o banicji Lubomirskiego, zaś Jan Sobieski starał się sięgnąć po obiecaną mu buławę hetmańską. Sześć tygodni przed śmiercią, 2 stycznia 1665 roku Czarniecki przyjął buławę polną koronną, odebraną Lubomirskiemu. Zmarł w czasie podróży do Lwowa 16 lutego 1665 roku w Sokołówce koło Złoczowa od postrzału otrzymanego podczas tłumienia buntu w Stawiszczu (istnieje też hipoteza, że Czarniecki mógł zostać otruty, a znana wszystkim wizja śmierci hetmana przedstawiona przez Wespazjana Kochowskiego nie jest prawdziwa). Śmierć ta pokrzyżowała królewskie plany przeprowadzenia elekcji vivente rege przez króla, który już w styczniu odwołał Czarnieckiego z Ukrainy.
Po wielkich uroczystościach pogrzebowych w Warszawie hetman pochowany został w rodzinnej wsi Czarnca koło Włoszczowy w kościele ufundowanym przez siebie samego.
16 października 1937 odbyły się w Czarncy uroczystości przeniesienia zwłok Stefana Czarnieckiego do nowego sarkofagu. Na uroczystość przybyli Prezydent Mościcki i Marszałek Śmigły Rydz.

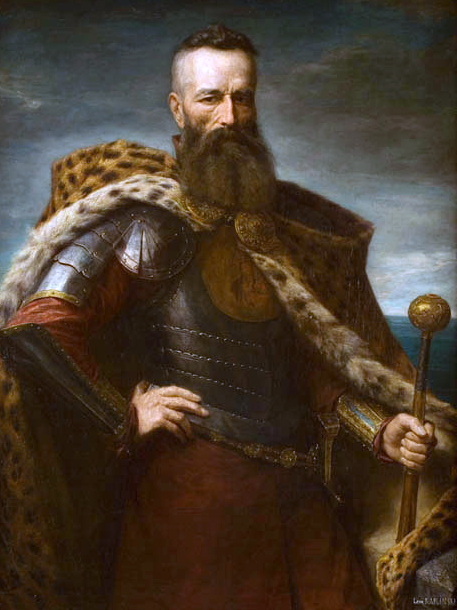
Portret Stefana Czarnieckiego pędzla Leona Kaplińskiego z 1863 roku

##### Legenda
To była niedziela 15 lutego 1665 roku. Umierającego Hetmana złożono w noszach i na jego prośbę zabrano w podróż do Lwowa. Dookoła zimowa pora, wiatr sypał śnieg w zaspy. Nawet dziki zwierz nie wyszedłby ze swojej nory. Po drodze cały orszak zatrzymał się na noc w małej chałupie w Sokołówce. Wielkiego Hetmana ułożono w środku izby, natomiast dookoła niego czuwali jego bliscy. Na prośbę bohatera wprowadzono do izby jego najwierniejszego towarzysza – białego rumaka. Koń schylił łeb nad konającym panem, tak jakby rozumiał co się ma wydarzyć. Podawano mu owies – on nie chciał jeść, dawano wody – on bił nogami w ziemię. Po spowiedzi Hetman zasnął. Poniedziałkowym rankiem już się nie obudził. Wkrótce po śmierci Hetmana skonał jego wierny rumak, towarzysz wielu zwycięskich wypraw.
Ludzie z Czarncy powiadają, że co roku, 16 lutego, słychać na okolicznych łąkach galop konia, który nadal czuwa nad swoim panem.

## Podsumowanie i próba oceny

### Recepcja postaci
Stefan Czarniecki, pochodzący ze średniej szlachty, całe życie dążył do założenia potężnego rodu, lecz nie doczekał się nigdy syna. Także żaden z jego ośmiu braci oprócz Marcina nie doczekał się męskiego potomka. Jak żaden z wyższych dowódców odniósł liczne rany, co nie uratowało go przed nienawiścią rodaków w czasie walk o reformy vivente rege. Pomimo tego, że dzięki swoim wielkim zasługom przebił się przez przeszkody stawiane mu przez stare rody magnackie, buławę hetmańską otrzymał dopiero na łożu śmierci. Późniejsze badania historyczne próbowały odbrązowić tę postać. W ustaleniach nie brano jednak pod uwagę kontekstu historycznego. Okrucieństwo i połączony z bezwzględnością odwet były w XVII wieku w równym stopniu stosowane przez wszystkie ówczesne armie europejskie. Czarniecki jest postacią kontrowersyjną i bywa różnie oceniany zarówno przez mu ówczesnych – w rodzaju Jana Chryzostoma Paska – czy późniejszych historyków – jak Adam Kersten.

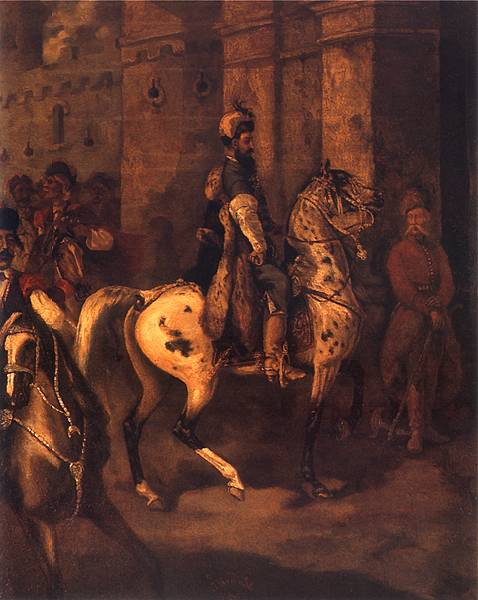
Józef Brandt, Czarniecki na tarancie, 1862

### Wódz i strateg
Dowodzenie Czarnieckiego jednostkami jazdy nawiązywało do najlepszych tradycji staropolskiej sztuki wojennej. Opierało się na umiejętnym stosowaniu ekonomii sił, utworzeniu przewagi w wybranym miejscu, zaskoczeniu przeciwnika gwałtownym manewrem i przełamaniu jego sił w wybranym miejscu, często połączonym z gwałtownym manewrem oskrzydlającym. Po przełamaniu umiejętnie wykorzystywał powodzenie, dążąc do całkowitego rozbicia sił przeciwnika i wyniszczenia ich długotrwałym pościgiem. Jako wódz charakteryzował się zdecydowaniem i umiejętnością szybkiego podejmowania decyzji, lecz także skłonnością do ryzykanctwa i brawurą. Umiał w razie potrzeby utrzymywać żelazną dyscyplinę w podległych jednostkach, nie wahając się przed stosowaniem okrutnych kar. 
Nie odebrał on wykształcenia, jak choćby Lubomirski, a cała jego wiedza wynikała ze zdobytego doświadczenia bojowego, co w wielu wypadkach okazywało się bezcenne. Dowodząc większymi zgrupowaniami poniósł kilka bolesnych porażek, jednak część z nich wynikła nie z braku umiejętności Czarnieckiego, lecz z tego, że długo wypadało mu dowodzić jednostkami niedoświadczonymi, ze sporym udziałem pospolitego ruszenia.
Czarniecki niejednokrotnie zasłynął z bezwzględności podczas toczenia walk, a jego wojska dopuszczały się przypadków morderstw jeńców i ludności cywilnej. Sam Czarniecki zgromadził wielki majątek z łupów i okupów za jeńców. Nie bez wpływu na psychikę Czarnieckiego były początki jego służby w oddziałach lisowczyków, które słynęły z okrucieństwa i bezwzględności, ani też fakt pochodzenia z niezbyt bogatej rodziny. Wsławił się także pacyfikacjami zbuntowanych wobec Korony miejscowości w województwach ruskich i dał się poznać jako wróg Kozaków, na co nie bez wpływu był udział w klęsce pod Batohem.

## Pamięć o Czarnieckim

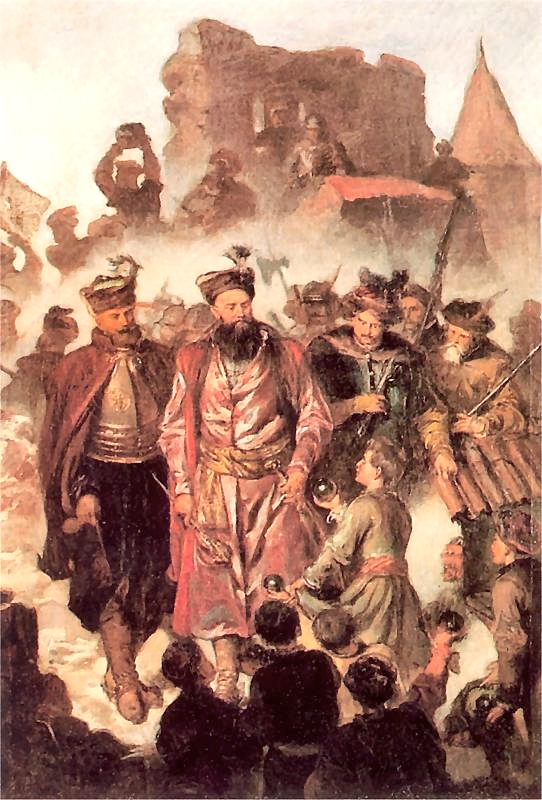
Walery Eljasz-Radzikowski, Obrona Krakowa, przed 1905

Stefan Czarniecki jest uważany za polskiego bohatera narodowego, jest obecny nie tylko w literaturze, malarstwie, uwieczniony w postaci rzeźb, ale jest też patronem wielu szkół i obiektów w Polsce. W zbiorach Muzeum Lubelskiego w Lublinie znajduje się m.in. karabela zdobiona nazwiskiem i podobizną hetmana Stefana Czarnieckiego pochodząca z XVII/XVIII wieku.

### Obecność w literaturze
Do jego postaci nawiązuje tekst Mazurka Dąbrowskiego, zarówno w wersji oryginalnej, jak i współczesnej:
Tekst polskiego hymnu narodowego wspomina jego nazwisko:
Jak Czarniecki do Poznania
po szwedzkim zaborze,
dla ojczyzny ratowania
wrócim się przez morze.
W wersji oryginalnej zwrotka ta brzmiała (według pisowni rękopisu Wybickiego):
Jak Czarnecki do Poznania
wracał się przez morze
dla ojczyzny ratowania
po Szwedzkim rozbiorze.
Nie mniej lubiany był przez swoich żołnierzy, o czym świadczyć może Jan Chryzostom Pasek, żołnierz Czarnieckiego: „Jakoż był też to człowiek (...) i senator zacny, prawdę mówiący, i żołnierz nieszanowany w okazyjach, i wódz szczęśliwy. Żałował go król i wojsko wszystko, nawet ci sami, co z nim emulowali i zazdrościli mu sławy”.

### Stefan Czarniecki w malarstwie
Pamięć o Stefanie Czarnieckim trwała zwłaszcza dzięki malarzom historycznym XIX w., takim jak: Juliusz Kossak, January Suchodolski, Józef Brandt, Leopold Löffler. Obraz Leopolda Löfflera Śmierć Stefana Czarnieckiego przedstawia ostatnie chwile hetmana w Sokołówce, który w skromnej izbie chłopskiej żegna się z ulubionym koniem.

### Pomniki
W 1763 z inicjatywy prawnuka hetmana, Jana Klemensa Branickiego, na rynku w Tykocinie, obecnym placu Czarnieckiego, stanął pomnik Czarnieckiego dłuta rzeźbiarza francuskiego Pierre’a de Coudray. 5 listopada 1788 Sejm Czteroletni podjął nigdy nie zrealizowaną uchwałę o wzniesieniu pomnika Stefana Czarnieckiego na Krakowskim Przedmieściu w Warszawie. Na początku XIX w. francuski artysta pracujący w Polsce André Le Brun wyrzeźbił popiersie wielkiego hetmana. Obecnie rzeźba Stefana Czarnieckiego stoi w Sali Rycerskiej na Zamku Królewskim w Warszawie wśród innych popiersi wielkich Polaków. Pomnik jego znajduje się także w Poznaniu na terenie Centrum Szkolenia Wojsk Lądowych w Poznaniu, gdzie znajduje się także izba pamięci jemu poświęcona.
Od 2013 r. na rynku w Warce znajduje się pomnik Czarnieckiego, jest to jedyny jego konny pomnik.

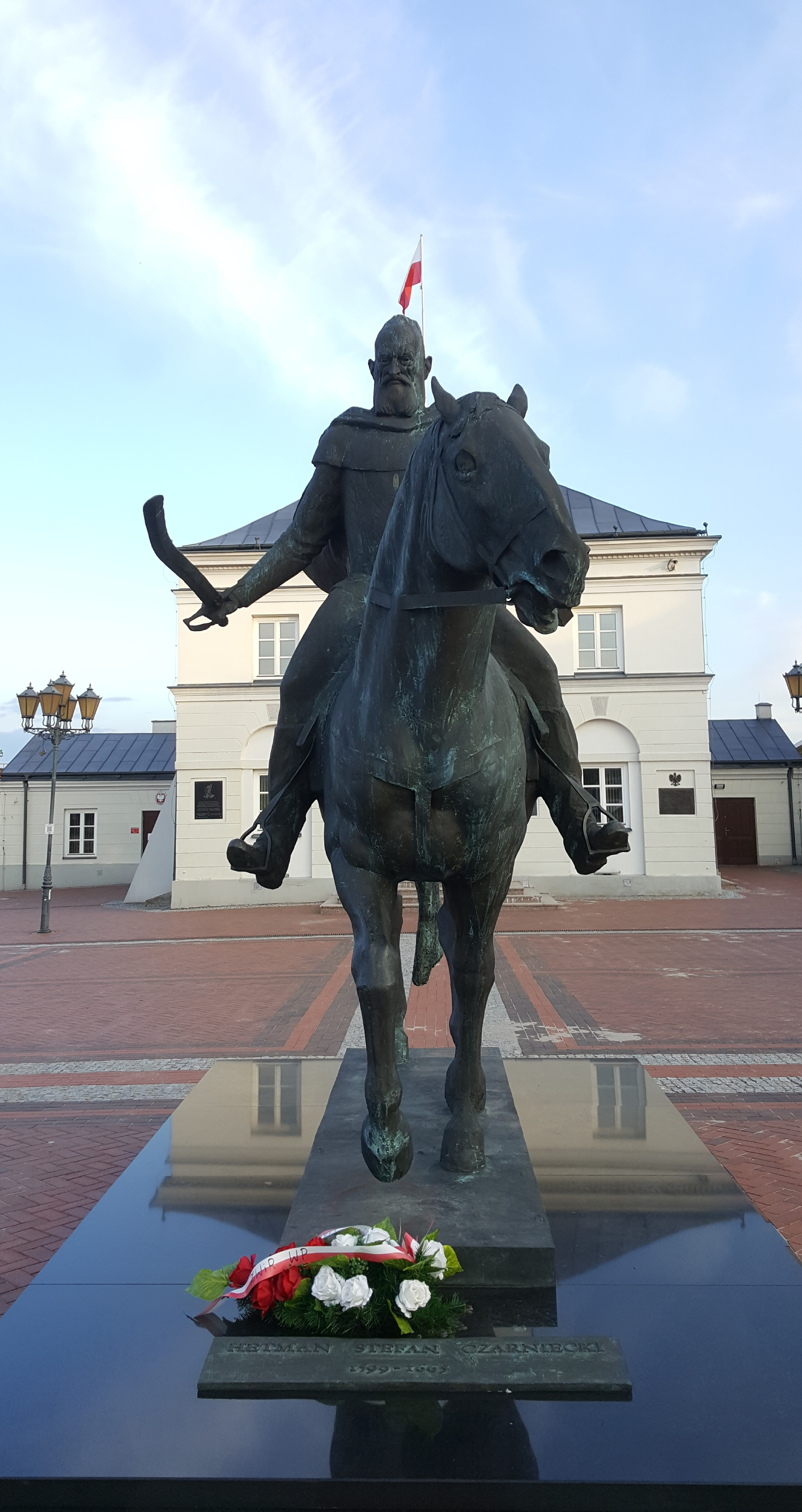
Pomnik Stefana Czarnieckiego w Warce
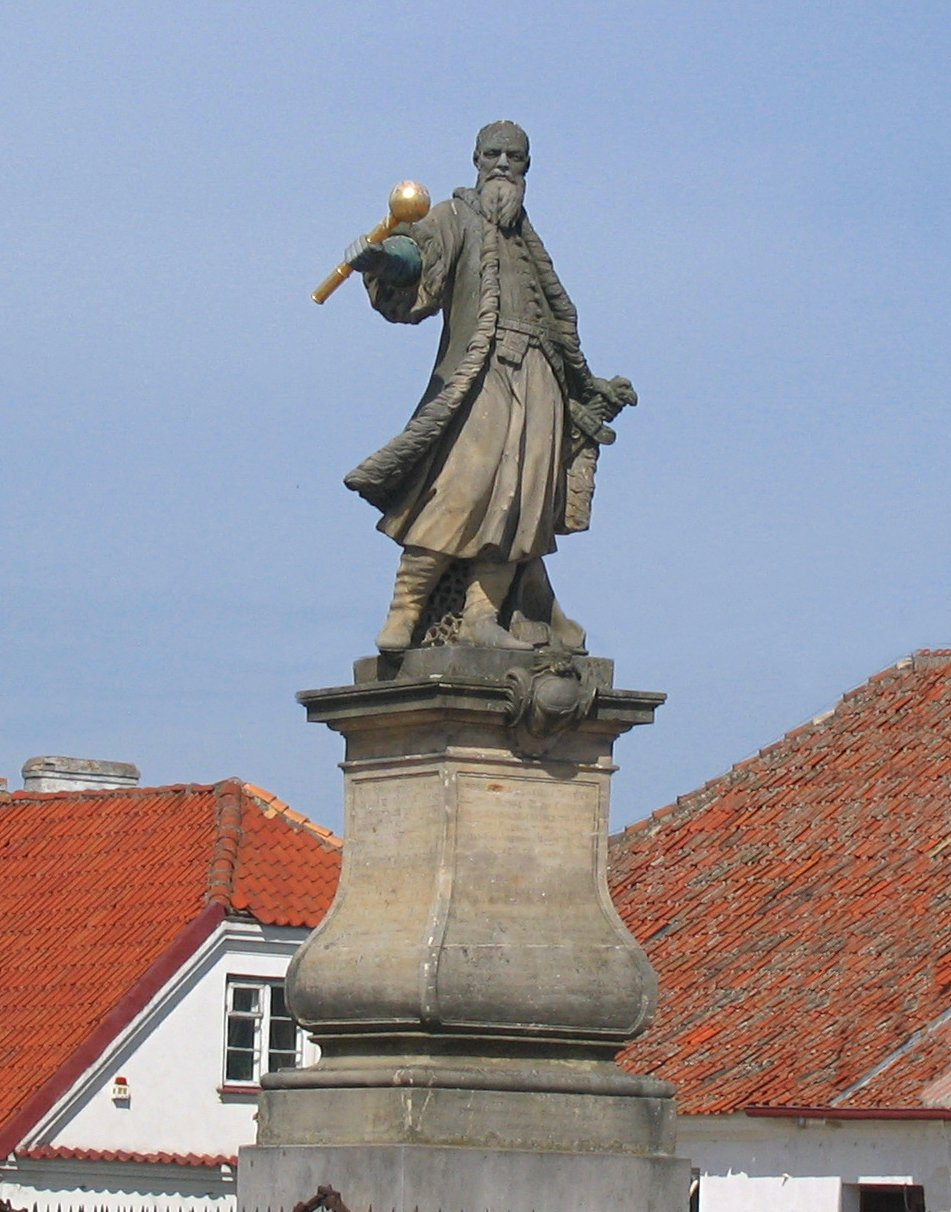
Pomnik Stefana Czarnieckiego w Tykocinie
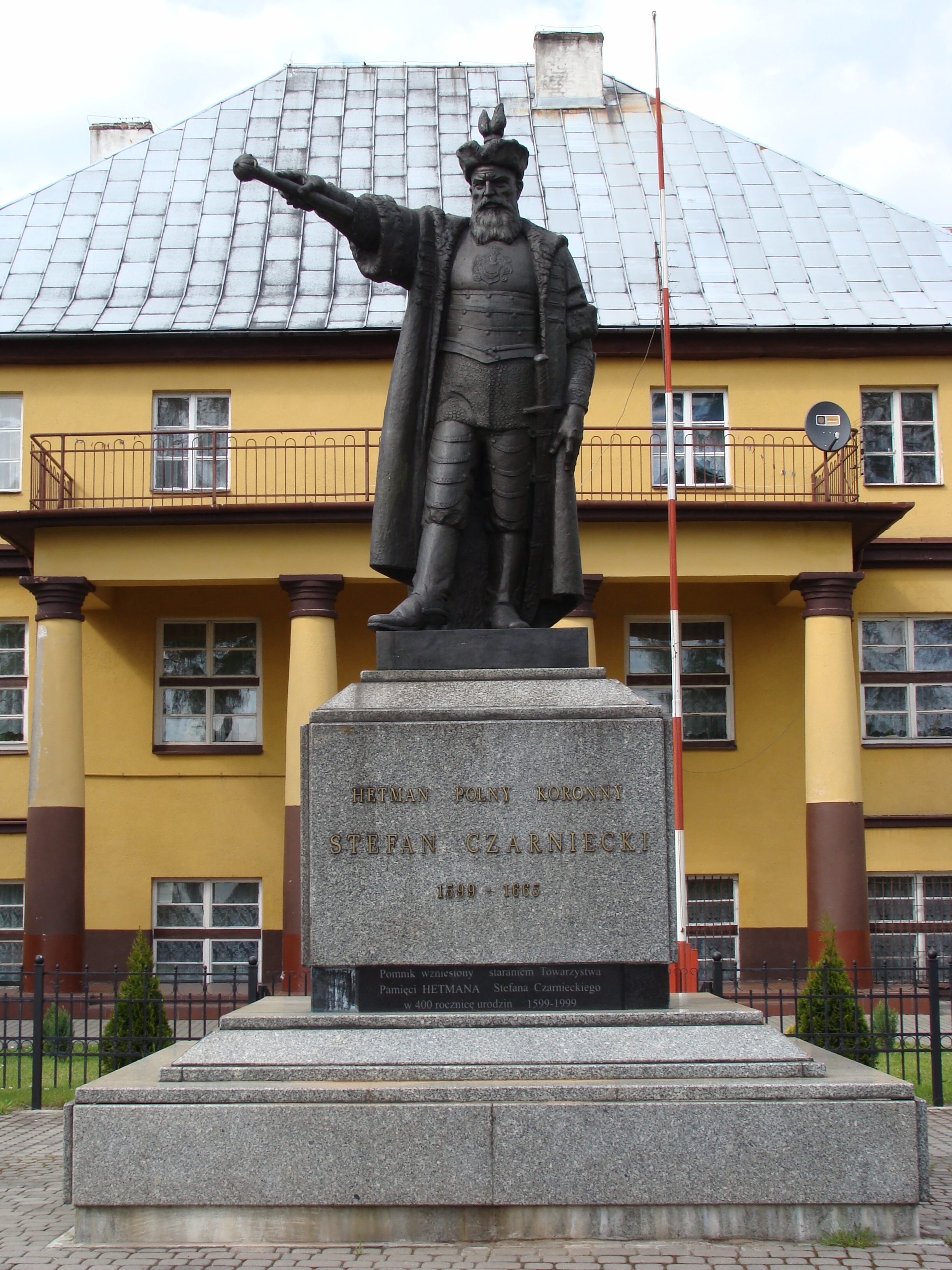
Pomnik Stefana Czarnieckiego w Czarncy
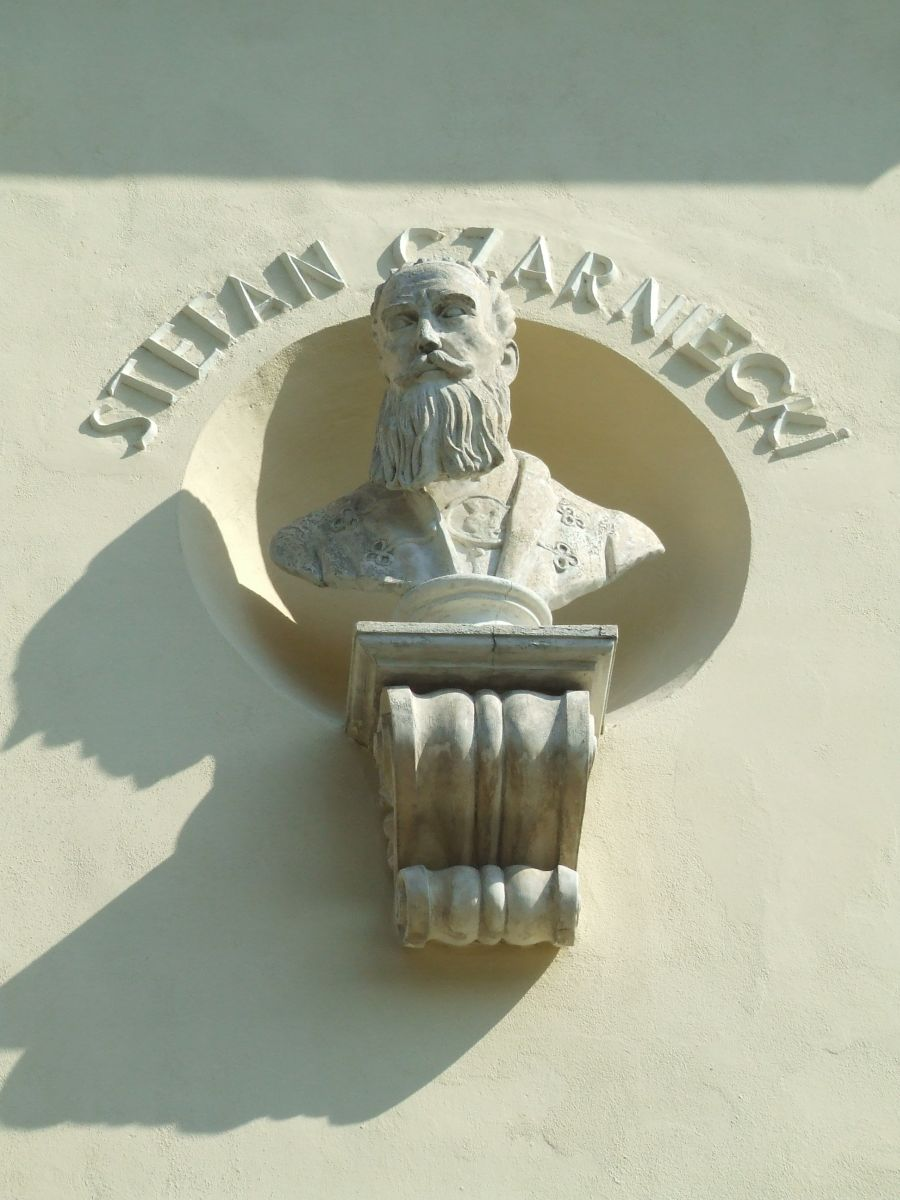
Popiersie na fasadzie Pałacu na Ursynowie

### Czarniecki jako patron
Czarniecki był i jest patronem wielu obiektów i instytucji w Polsce. Jego imię nosiły kolejno: Oficerska Szkoła Broni Pancernej i Wojsk Samochodowych w Poznaniu (1947–1948), Oficerska Szkoła Broni Pancernej w Poznaniu (1948–1951), Oficerska Szkoła Wojsk Pancernych i Zmechanizowanych w Poznaniu (1951–1957), Oficerska Szkoła Wojsk Pancernych w Poznaniu (1957-1967), Wyższa Szkoła Oficerska Wojsk Pancernych w Poznaniu (1967–1993), Centrum Szkolenia Wojsk Lądowych w Poznaniu (1993-1994), Centrum Szkolenia Wojsk Lądowych i Logistyki w Wyższej Szkole Oficerskiej im. Stefana Czarnieckiego (1994-2002), a od 10 kwietnia 2003 jest patronem powstałego w miejsce poprzednich Centrum Szkolenia Wojsk Lądowych w Poznaniu.
Jego imię nosi od 1911 roku także 1 Nowosądecka Drużyna Wędrownicza „Czarna Jedynka” im. Stefana Czarnieckiego w Nowym Sączu, jedna z najstarszych drużyn harcerskich w Polsce, oraz 5 Krakowska Drużyna Harcerzy Cyklon im. Hetmana Stefana Czarnieckiego (ZHR).
Czarniecki jest też od 1920 roku patronem jednego z fortów Twierdzy Toruń, tzn. Fortu II Stefan Czarniecki w Toruniu, zachowanego pruskiego fortu z lat 1878–1882.
Jest on również patronem wielu szkół w całej Polsce m.in. I Liceum Ogólnokształcącego w Kozienicach, pod którymi stoczył zwycięską potyczkę, Liceum Ogólnokształcącego w Tyszowcach, w których została zawarta sławna konfederacja przeciwko Szwedom oraz I Liceum Ogólnokształcącego w Chełmie. Patronuje również Liceum Ogólnokształcącemu w Nisku, gdzie jego wojska 28 marca 1656 stoczyły bitwę z wojskami króla szwedzkiego Karola X Gustawa. Organizowane są także konkursy wiedzy o hetmanie – szczególnie w ramach obchodów 350 rocznicy wyprawy Czarnieckiego do Danii. Od 2003 roku jest patronem Zespołu Szkół Ponadgimnazjalnych Nr 2 we Włoszczowie. Od 1960 roku Stefan Czarniecki jest patronem Szkoły Podstawowej nr. 133 w Warszawie.

### Pamiątki w Czarncy

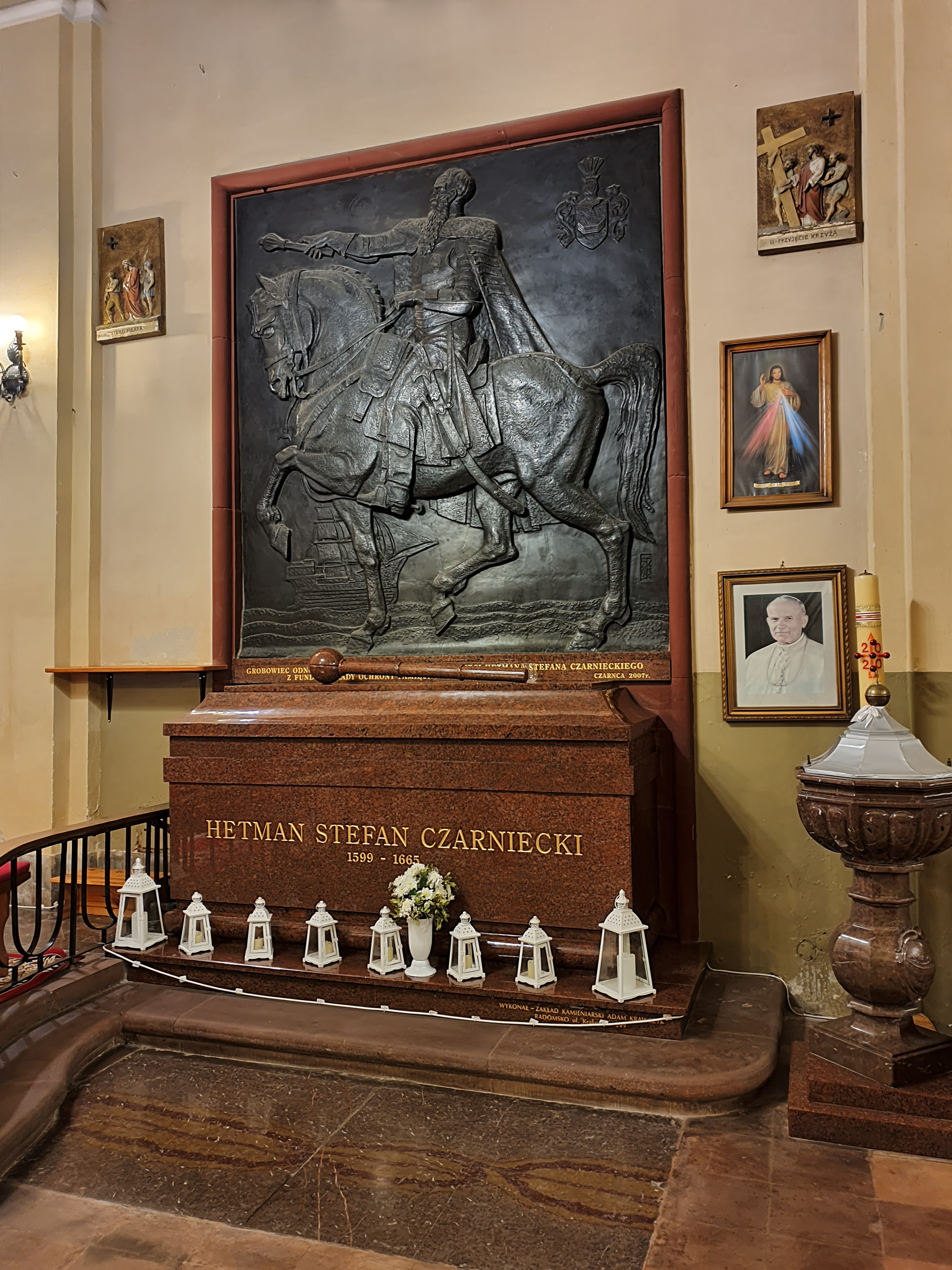
Sarkofag Czarnieckiego
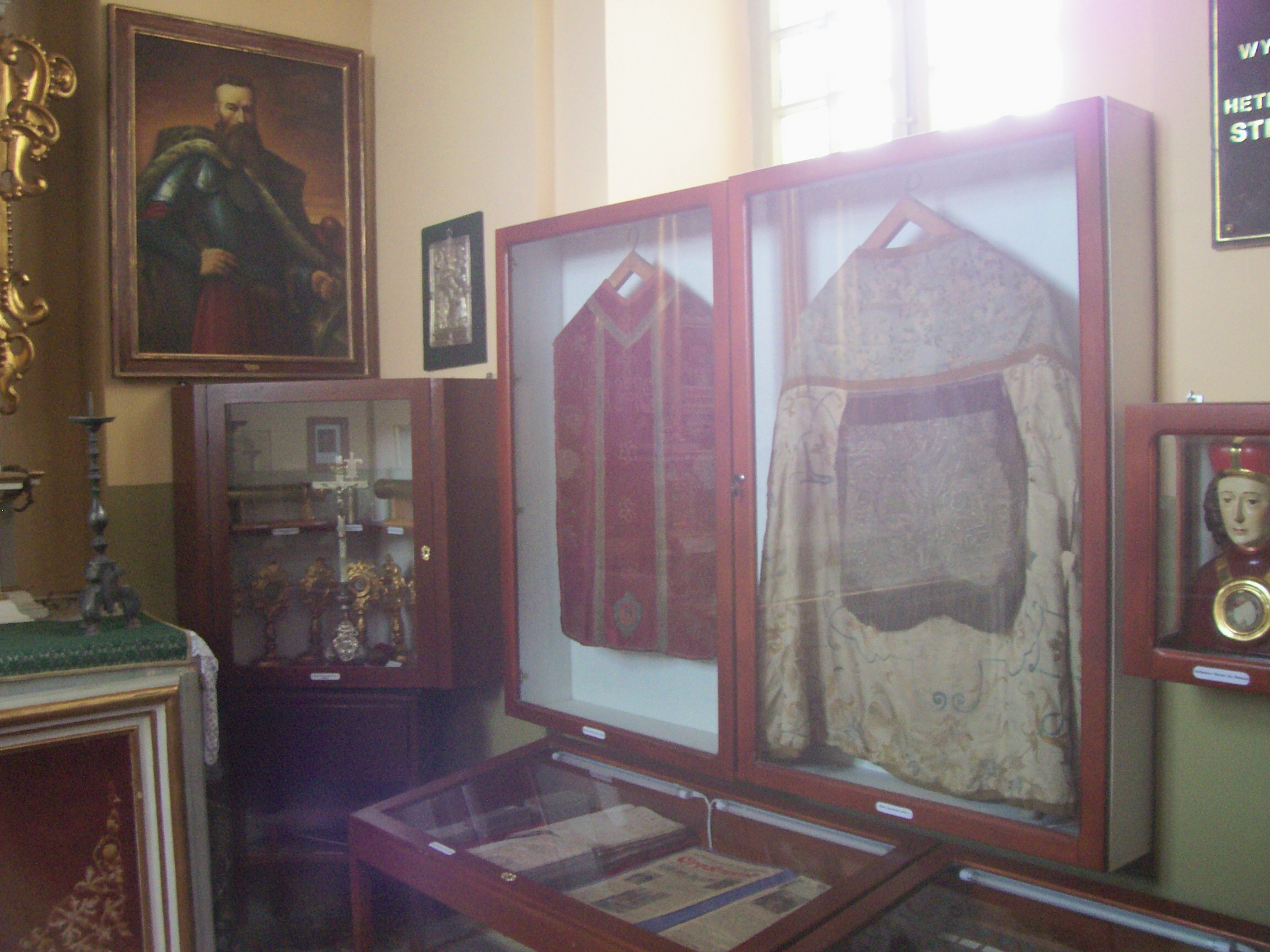
Ornat z kapy wystawiony w kaplicy upamiętniającej Czarnieckiego
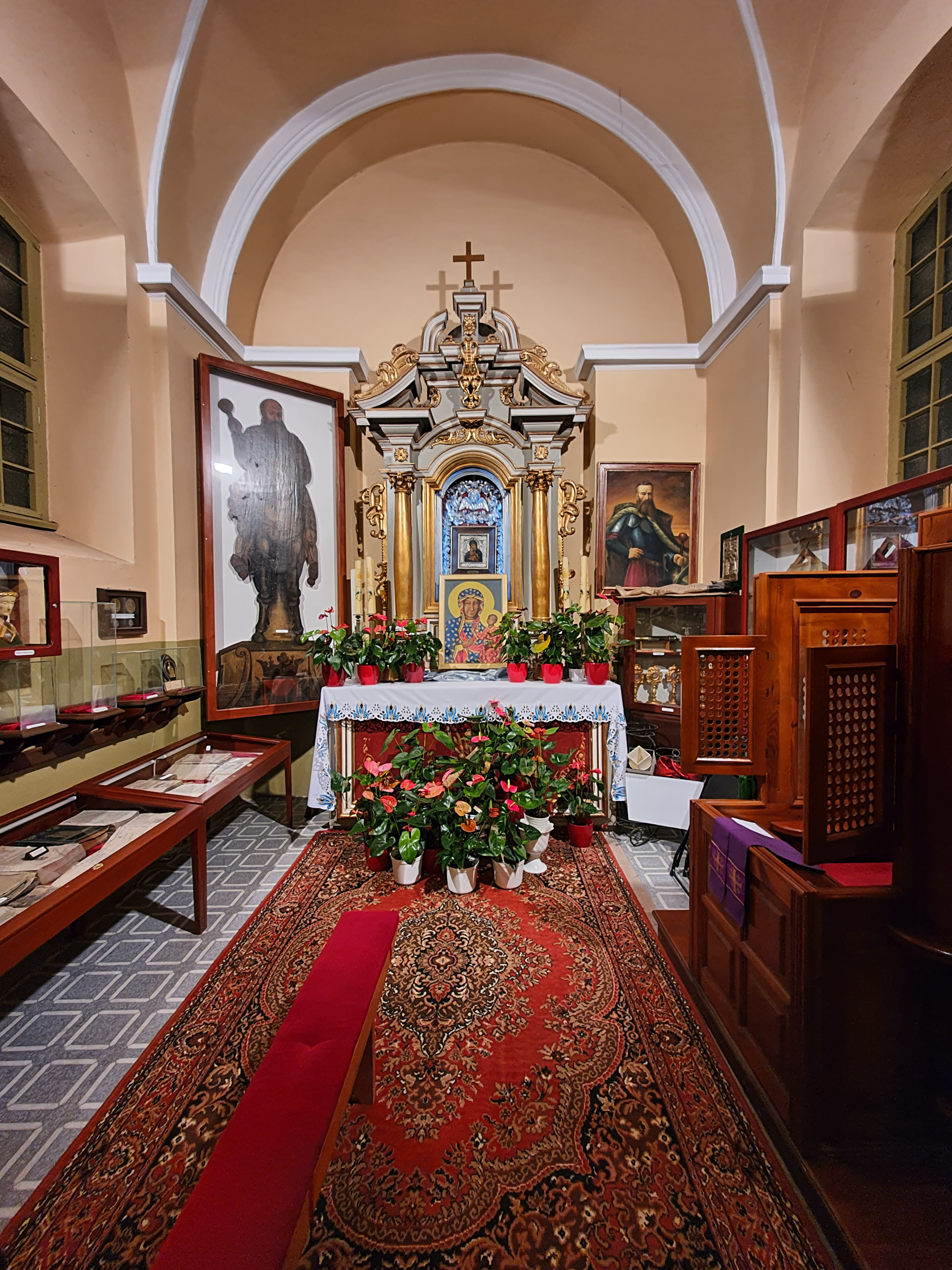
Wizerunki hetmana i ikona z ołtarza polowego
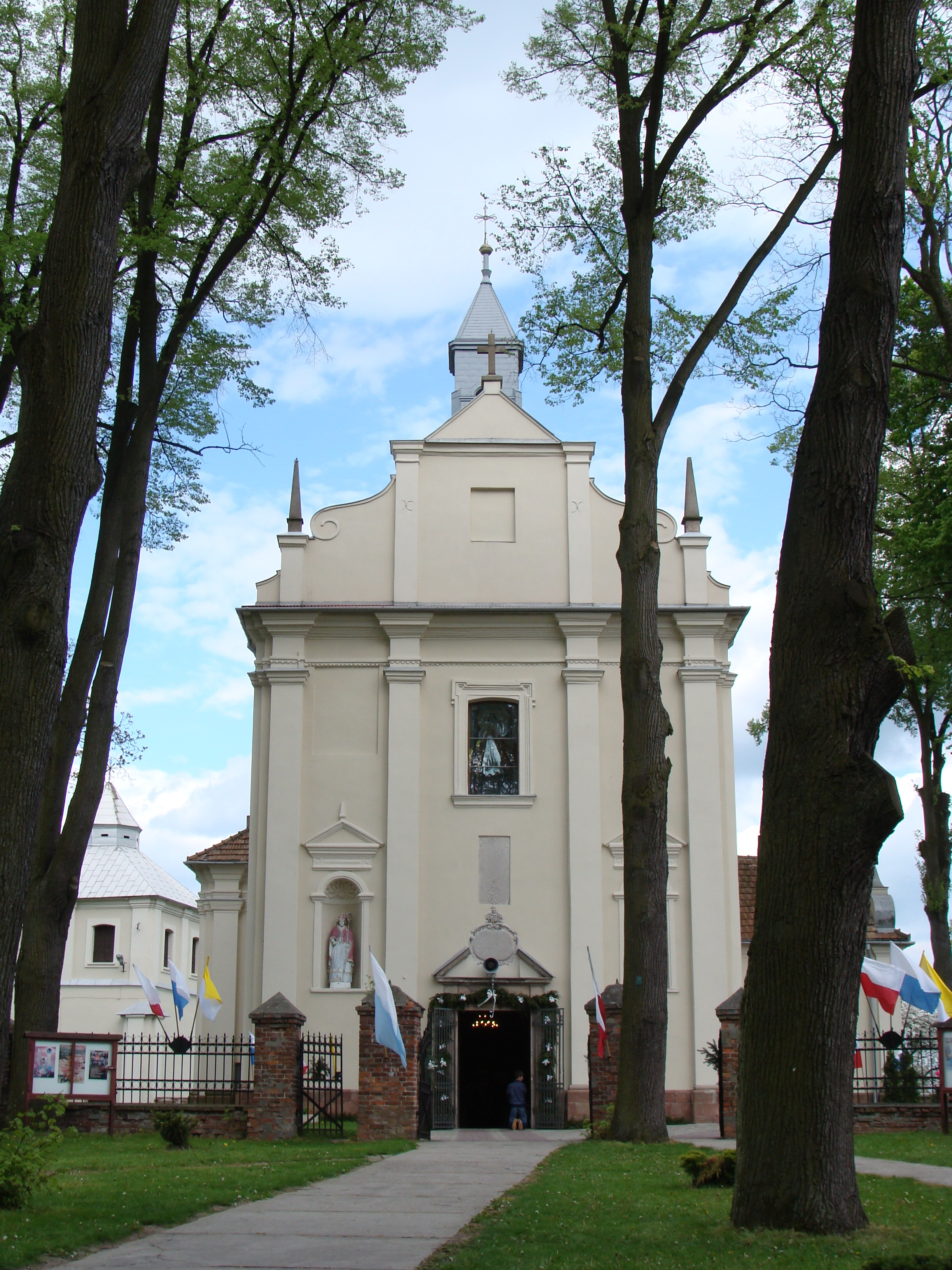
Fasada kościoła pw. św. Floriana w Czarncy

Nigdy nie wybudowano nagrobka Czarnieckiego w rodzinnej Czarncy. Ciało spoczywa w krypcie kościoła – w sarkofagu z czerwonego piaskowca, zaś kaplicę upamiętniającą hetmana dobudowano do kościoła od strony południowej dopiero w XIX wieku. Uroczystość odsłonięcia epitafium Stefana Czarnieckiego w Czarncy odbyła się 5 maja 1907 roku. Wewnątrz świątyni pw. św. Floriana na uwagę zasługuje także chrzcielnica z herbem Czarnieckich – Łodzią.
W XIX-wiecznej kaplicy znajdują się liczne pamiątki po hetmanie, m.in. obrazy przedstawiające jego wizerunek oraz postać Czarnieckiego razem z ukochanym koniem, ikona z ołtarza polowego hetmana oraz szata kościelna wykonana ze zdobycznej kapy na konia króla szwedzkiego Karola Gustawa.

### Inne
W 2019 r. Narodowy Bank Polski z okazji 420. rocznicy urodzin Stefana Czarnieckiego wydał dwie upamiętniające go monety kolekcjonerskie: srebrną o nominale 10 złotych oraz złotą o nominale 100 złotych.

## Stefan Czarniecki w filmie
W filmie Potop w reżyserii Jerzego Hoffmana z 1974 w roli Stefana Czarnieckiego wystąpił Wiesław Gołas.

### Inna literatura
- Adam Przyboś: Stefan Czarniecki w latach potopu 1655-1660. Warszawa: Państwowe Wydawnictwo Naukowe, 1957. Brak numerów stron w książce
- Kajetan Koźmian: Stefan Czarniecki: poemat w 12 pieśniach przez Kajetana Koźmiana. Poznań: J.K. Żupański, 1858. Brak numerów stron w książce
- Michał Czajkowski: Stefan Czarniecki: powieść historyczna przez Michała Czajkowskiego. Lipsk: F. A. Brockhaus, 1898. Brak numerów stron w książce
- Waldemar Kowalski: Stefan Czarniecki: żołnierz, obywatel, polityk. Kielce: Kieleckie Towarzystwo Naukowe, 1999. ISBN 83-86006-28-5. Brak numerów stron w książce
- Czesław Grzelak: Stefan Czarniecki. Warszawa: Wydawnictwa Ministerstwa Obrony Narodowej, 1985. Brak numerów stron w książce
- Tadeusz Krajewski: Życie Stefana Czarnieckiego przez x. Krajewskiego. Radom: 1830. Brak numerów stron w książce
- Leszek Podhorodecki: Hetman Stefan Czarniecki. Warszawa: Bellona, 2009. ISBN 978-83-11-11595-8. Brak numerów stron w książce
- O POMNIK dla Stefana Czarnieckiego i Złożenie szczątków Stefana Czarnieckiego do nowej trumny. „Dziennik Kijowski”, 1906. Kijów. nr 205, s. 3.brak numeru strony